# Entwicklung des Impressionismus in Malerei und Plastik

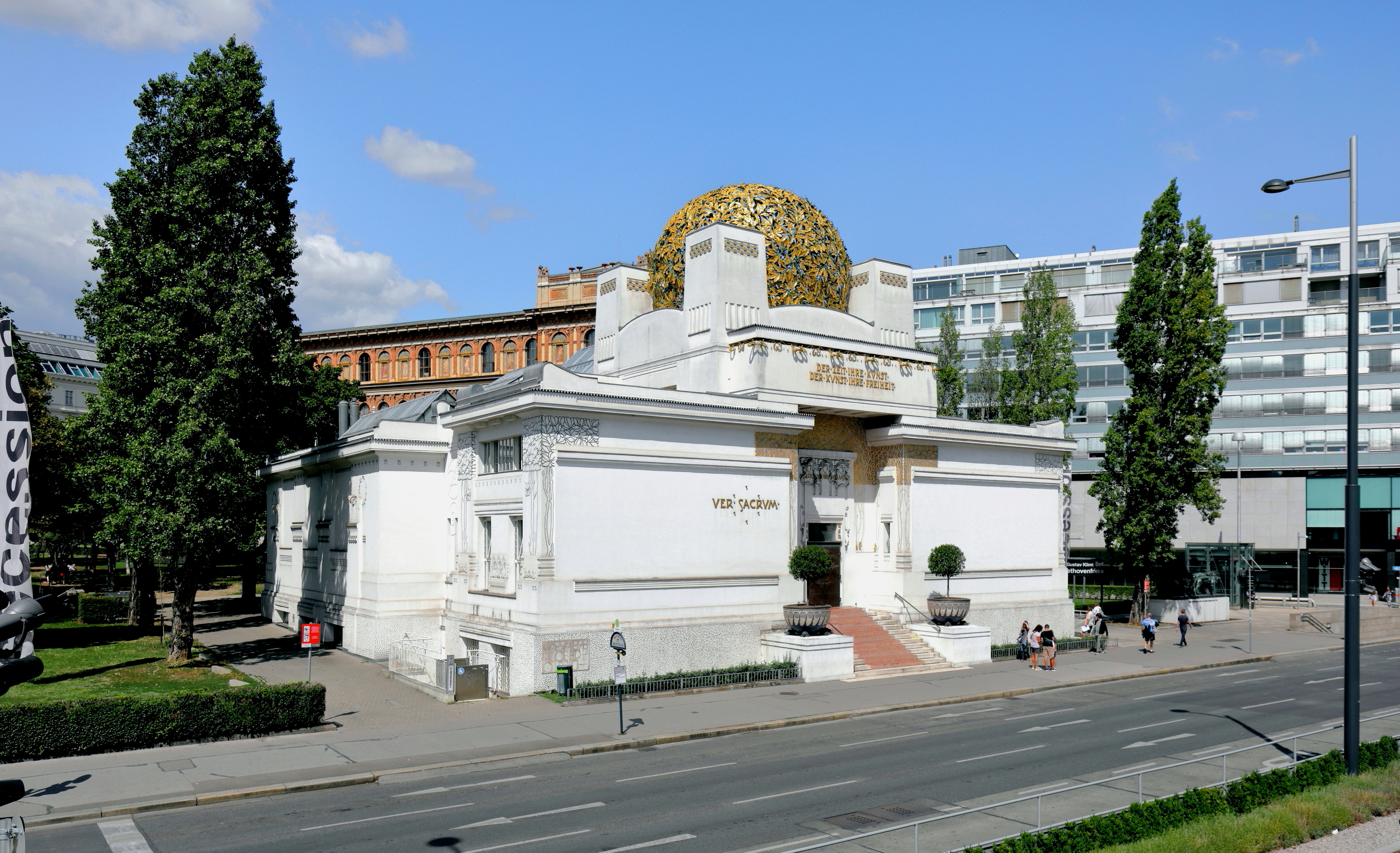
Ort der Ausstellung: Gebäude der Wiener Secession

Entwicklung des Impressionismus in Malerei und Plastik war der Titel der 16. Ausstellung der Wiener Secession, die vom 17. Jänner bis 28. Februar 1903 stattfand. Die Schau präsentierte Arbeiten internationaler Künstler und bot in Österreich-Ungarn den bis dahin umfangreichsten Überblick von Werken des Impressionismus, des Spätimpressionismus, des Pointillismus, der Werke der Nabis und des Symbolismus. Die Ausstellung trug zur Etablierung dieser neueren Kunst bei und wirkte nachhaltig auf das Schaffen mehrerer zeitgenössischer Künstler.

## Vorgeschichte
Die Ausstellung von 1903 war nicht die erste Gelegenheit, in Wien neuere Kunst aus dem Ausland zu sehen. Die Wiener Secession, eine Vereinigung von österreichischen Künstlern, war seit der Gründung 1897 bestrebt, dem Publikum neue Tendenzen der künstlerischen Entwicklung vorzustellen. Sie verstand sich dabei als Gegenpol zur konservativen Künstlervereinigung im Künstlerhaus. Ab 1898 zeigte die Secession im eigenen Gebäude eine Reihe von Ausstellungen mit Werken zeitgenössischer Künstler, darunter auch mehrere Schauen mit internationaler Beteiligung. Bereits in der ersten Ausstellung waren eine Reihe von französischen Künstlern vertreten. Hierzu gehörten die eher dem Symbolismus zugeordneten Maler Eugène Carrière, Henri Martin, Pierre Puvis de Chavannes, Jean-François Raffaëlli und der Bildhauer Auguste Rodin. Weiterhin zeigte die Secession 1900 in der 5. Ausstellung Grafiken von Pierre-Auguste Renoir, Camille Pissarro und Henri de Toulouse-Lautrec und im selben Jahr waren in der 7. Ausstellung Gemälde des Spätimpressionisten Paul Signac zu sehen. Es folgten 1901 in der 8. Ausstellung drei Arbeiten von Edgar Degas und in der 9. Ausstellung der Secession erneut eine Reihe von Skulpturen von Auguste Rodin. Neben dem Ziel, dem Publikum die Künstler und ihre Werke vorzustellen, waren die Ausstellungen auch immer als Verkaufsschauen gedacht.

## Organisation und Konzeption
Die Organisation der Ausstellung oblag dem Arbeitsausschuss der Wiener Secession, in dessen Namen auch das Vorwort im Katalog verfasst war. Dem Arbeitsausschuss gehörten die Maler Wilhelm Bernatzik, Friedrich König, Anton Nowak und Hans Tichy, der Bildhauer Othmar Schimkowitz sowie die Architekten Leopold Bauer und Jože Plečnik an. Bernatzik war zudem Präsident der Secession. Er war im Vorfeld der Ausstellung nach Amsterdam, Den Haag, Brüssel und Paris gereist, um direkt mit möglichen Leihgebern zu verhandeln. Zu den im Katalog namentlich genannten Sammlern gehörten beispielsweise der Pariser Zahnarzt George Viau und der Maler Ignacio Zuloaga aus Sevilla. Nicht zuletzt war der Pariser Kunsthändler Paul Durand-Ruel durch seine Leihgaben maßgeblich beteiligt. Er sandte von den insgesamt 259 im Katalog verzeichneten Werken allein 33 Bilder zur Ausstellung nach Wien. Hinzu kamen einige ältere Werke aus der Gemäldegalerie der Akademie der bildenden Künste. Zur Hängung der Bilder merkte der Kunstkritiker Emil Heilbut in der Berliner Zeitschrift Kunst und Künstler an: „Die Ausstellung ist wunderbar angeordnet, die schönste Verteilung der Gemälde hat stattgefunden, ohne Überfüllung – die Impressionisten gewähren einen Anblick wie bisher nirgends auf irgend einer Ausstellung in Europa“.
Laut Katalogvorwort sollte die Ausstellung „die Entwicklung des Impressionismus in Malerei und Plastik zur Anschauung bringen“. Daran schließt sich die Erläuterung an, Impressionismus sei „jene große Bewegung, welche unsere jüngste künstlerische Vergangenheit so ausschließlich beherrscht hat“. Die folgende Behauptung „Heute ist Impressionismus etwas Selbstverständliches – Historisches“ war in dieser Absolutheit jedoch keine Tatsache, sondern eher ein Wunsch. Noch Jahre später kam es bei Museumsankäufen von Kunstwerken des Impressionismus und der direkt anschließenden Kunstströmungen wiederholt zu Kontroversen, so etwa 1911 beim Bremer Künstlerstreit. Das Verdienst der Wiener Ausstellung von 1903 war hingegen die historische Einordnung des Impressionismus und der entsprechende Blick auf Vorläufer. Im Katalogvorwort heißt es hierzu: „Was man Impressionismus nennt, hat es zu jeder Zeit gegeben“. Dabei wurden Verweise zurück bis zur Gotik und Renaissance gezogen. Rückblickend war die Ausstellung Entwicklung des Impressionismus in Malerei und Plastik „die erste didaktisch konzipierte Präsentation dieser Stilrichtung in Österreich“. Das Gesamtkonzept beruhte im Wesentlichen auf die Mitarbeit des Kunsthistorikers Richard Muther und des Kunstkritikers Julius Meier-Graefe. Beide hatten sich in ihren Schriften bereits zuvor für den Impressionismus eingesetzt.

## Gliederung
Die Gliederung der Ausstellung lässt sich mit Hilfe des Ausstellungskataloges nachvollziehen. Hierin sind alle Künstler und ihre einzelnen Werke gelistet. Anhand des Ausstellungskatalogs können jedoch nicht alle Arbeiten zweifelsfrei identifiziert werden, da die Werktitel nicht immer eindeutig sind und der Katalog ohne Abbildungen erschien. Darüber hinaus gibt es zeitgenössische Presseberichte, die Fotos von Teilbereichen der Ausstellung zeigen. Das vorhandene Fotomaterial gibt die Ausstellung allerdings nur ausschnitthaft wieder.

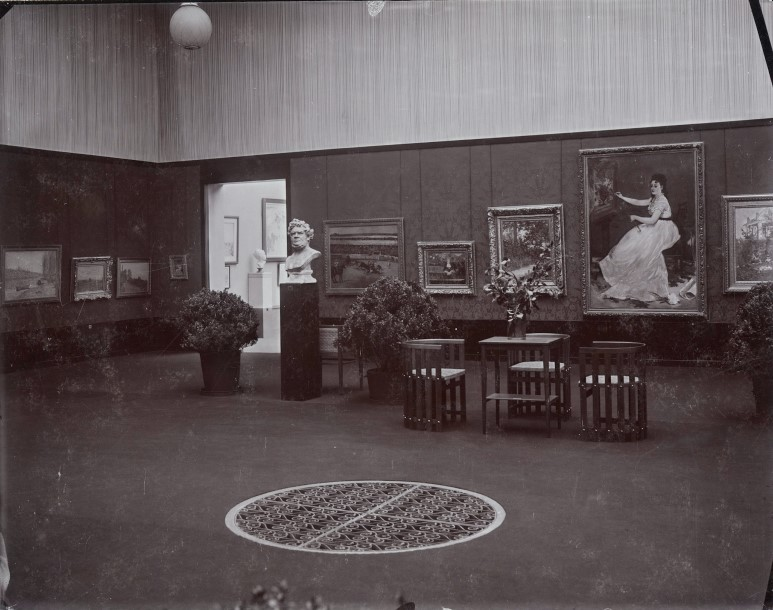
Raum mit Gemälden von Édouard Manet
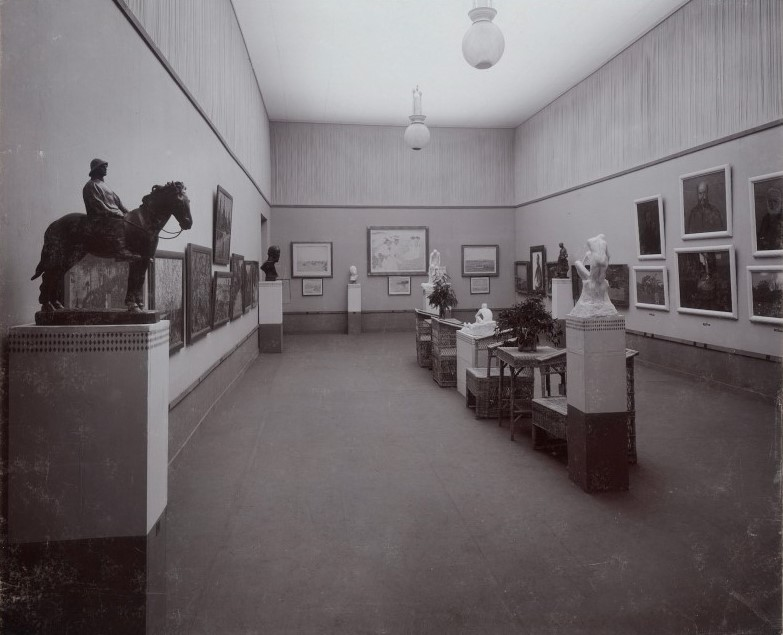
Raum mit Gemälden von Théo van Rysselberghe und Max Liebermann
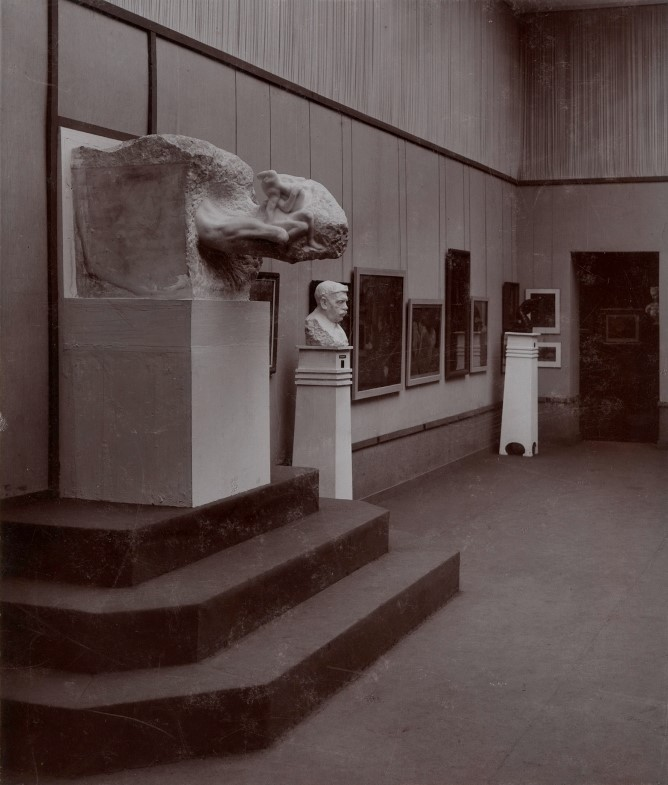
Raum mit der Skulptur Gottes Hand von Auguste Rodin
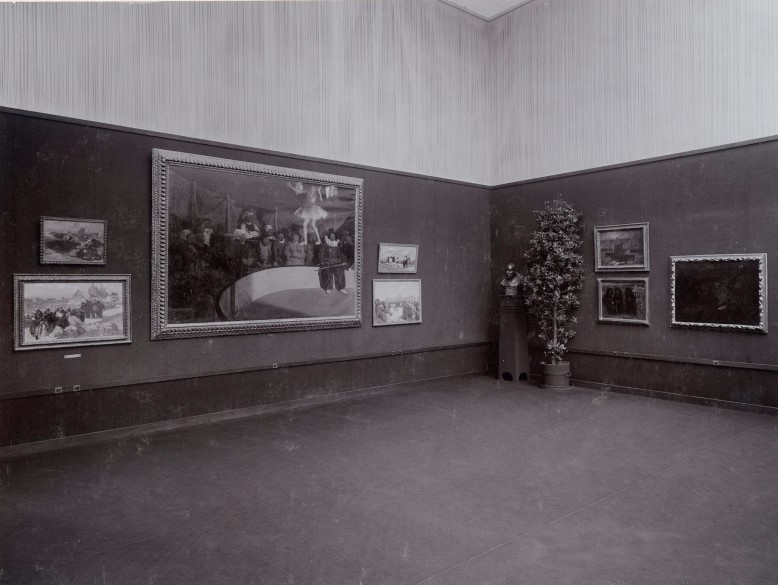
Raum mit Gemälde von Lucien Simon

Der Katalog zur Ausstellung gliedert sich in die fünf Bereiche Anfänge und Entwicklung, Der Impressionismus, Der Ausbau des Impressionismus, Japanische Kunst und Übergänge zum Stil. Diese Bezeichnungen ordnen die dort gezeigten Kunstwerke teilweise sehr vage ein. Aus kunstgeschichtlicher Sicht lassen sich die ausgestellten Werke beispielsweise dem Spätimpressionismus, dem Pointilismus, dem Symbolismus oder den Nabis zuordnen, was so in der Ausstellungsgliederung nicht ablesbar ist. Ebenso problematisch ist die Zuordnung der umfangreichen Präsentation von Skulpturen, deren Schöpfer keinen direkten Bezug zum Impressionismus haben. Die Schau in der Wiener Secession zeigte vor allem Skulpturen von Zeitgenossen der impressionistischen Maler, ohne das hier im Einzelfall eine entsprechende künstlerische Einordnung nachvollziehbar wäre.

### Anfänge und Entwicklung / Japanische Kunst
Der Bereich Anfänge und Entwicklung war als didaktische Einleitung gedacht. Der Impressionismus sollte nicht als etwas vollkommen Neuartiges, sondern als die Fortsetzung verschiedener aus der Kunstgeschichte bekannter Ansätze gezeigt werden. Hierzu wurden Gemälde von Domenico Tintoretto, Peter Paul Rubens, Jan Vermeer, El Greco, Diego Velázquez, Juan Carreño, Francisco de Goya, Eugène Delacroix, Camille Corot, Honoré Daumier und Adolphe Monticelli ausgesucht. Einige der genannten Künstler gelten bis in die Gegenwart als wichtige Impulsgeber für den Impressionismus. Andere Künstler wie Juan Carreño wirken hingegen wie zufällig ausgewählt. Möglicherweise war dessen Gemälde Die Gründung des Trinitarierordens mit der Primiz des heiligen Johannes von Martha aus der Gemäldegalerie der Akademie der bildenden Künste Wien für die Ausstellung leicht verfügbar. Ein Höhepunkt dieses Abschnitts war Vermeers Das Atelier des Malers (heute bekannt als Die Malkunst), das seinerzeit aus dem Privatbesitz des Grafen Czernin kam und sich nunmehr im Besitz des Kunsthistorischen Museums befindet. In der getroffenen Auswahl der Vorläufer fallen jedoch auch einige Lücken auf. So fehlten an älterer Kunst beispielsweise Werke der für den Impressionismus häufig als Vorbilder angeführten Maler Rembrandt van Rijn und Frans Hals, bei den Vorläufern aus dem 19. Jahrhundert hätten Arbeiten von Gustave Courbet oder William Turner eine sinnvolle Ergänzung ergeben. Die Abteilung Anfänge und Entwicklung präsentierte darüber hinaus Skulpturen von Jean-Jacques Caffieri, Jean-Antoine Houdon und François Rude. In einer eigenen Abteilung Japanische Kunst präsentierte die Ausstellung Werke von Ukiyo-e-Künstlern, die ebenfalls als Vorläufer des Impressionismus gelten. Zu sehen waren hier Farbholzschnitte von Torii Kiyonaga, Hosoda Eishi, Chōkōsai Eishō, Utagawa Toyokuni, Kitagawa Utamaro, Katsushika Hokusai und Utagawa Hiroshige.

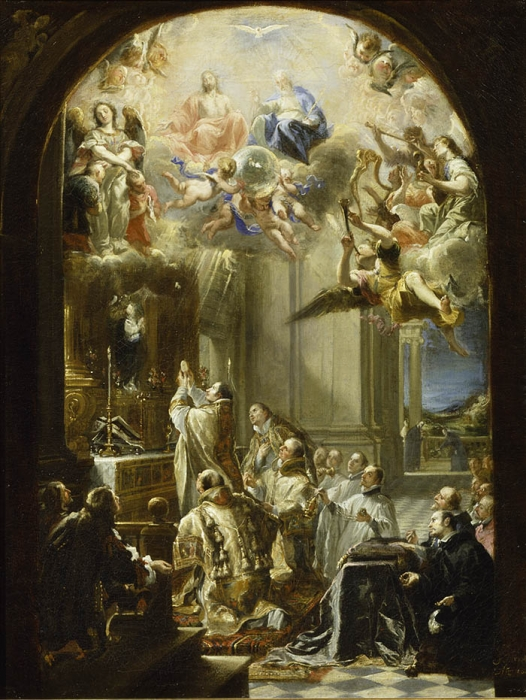
Juan Carreño: Die Gründung des Trinitarierordens mit der Primiz des heiligen Johannes von Martha 1666
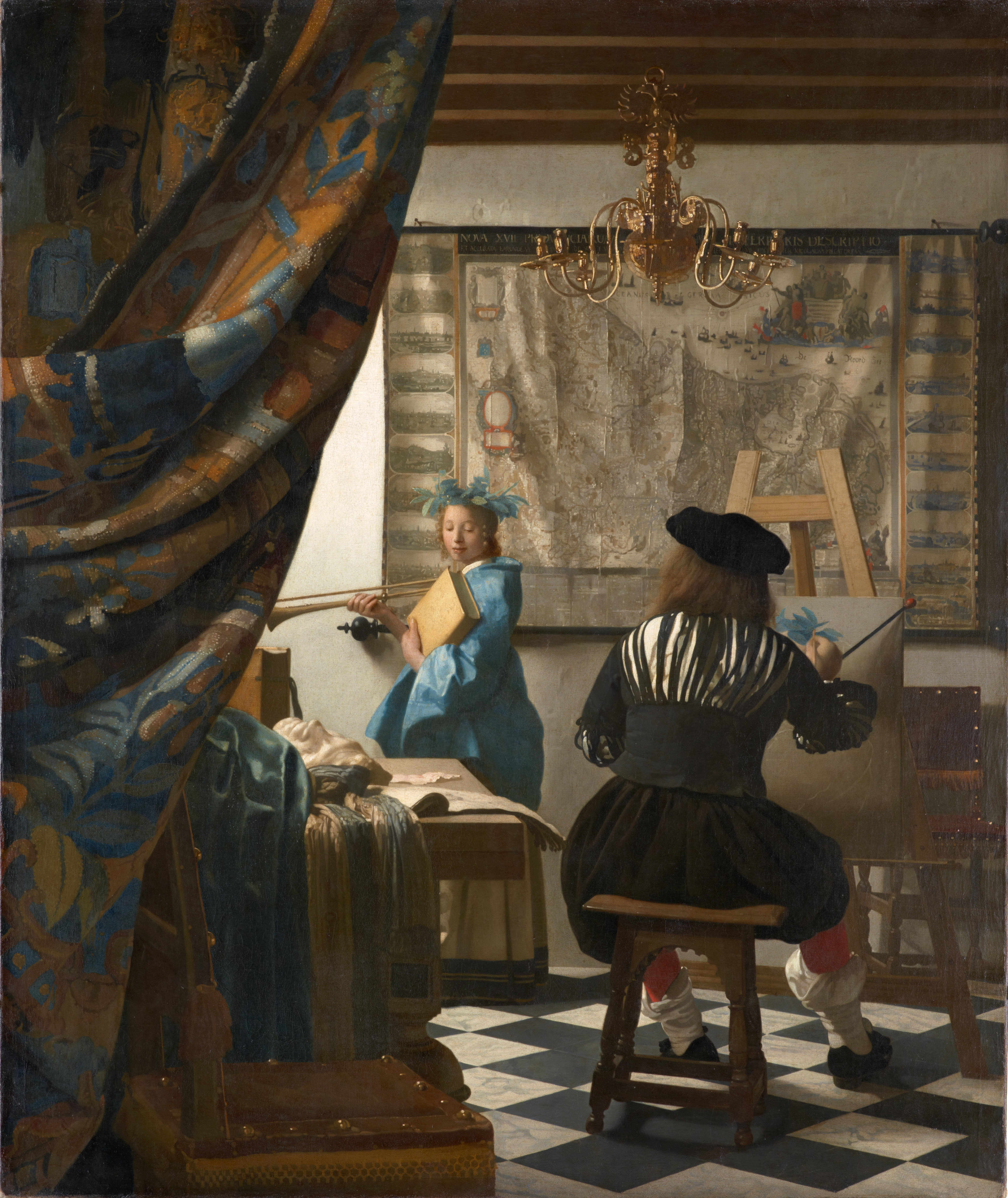
Jan Vermeer: Die Malkunst um 1666/1668
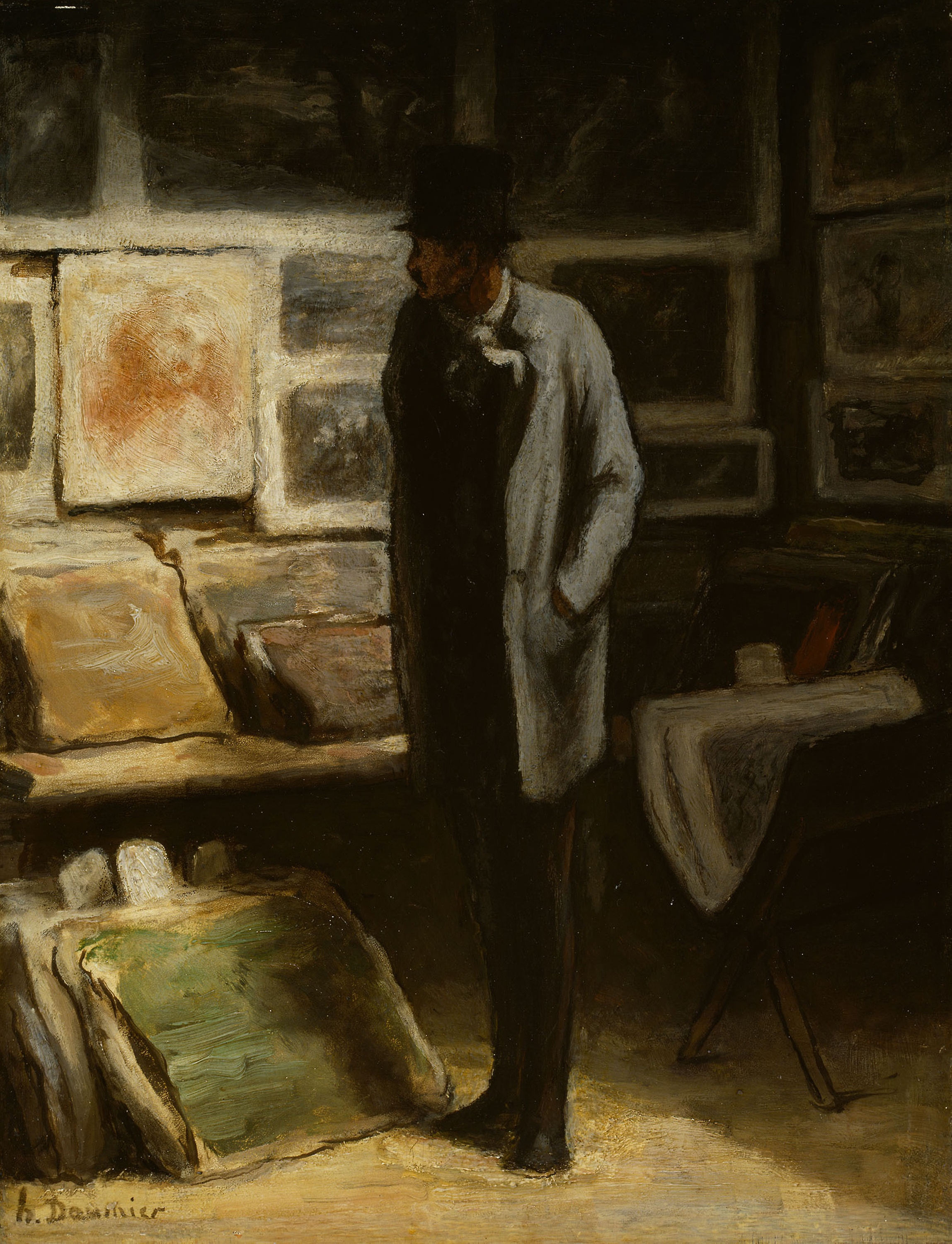
Honoré Daumier: Der Sammler um 1852/1868
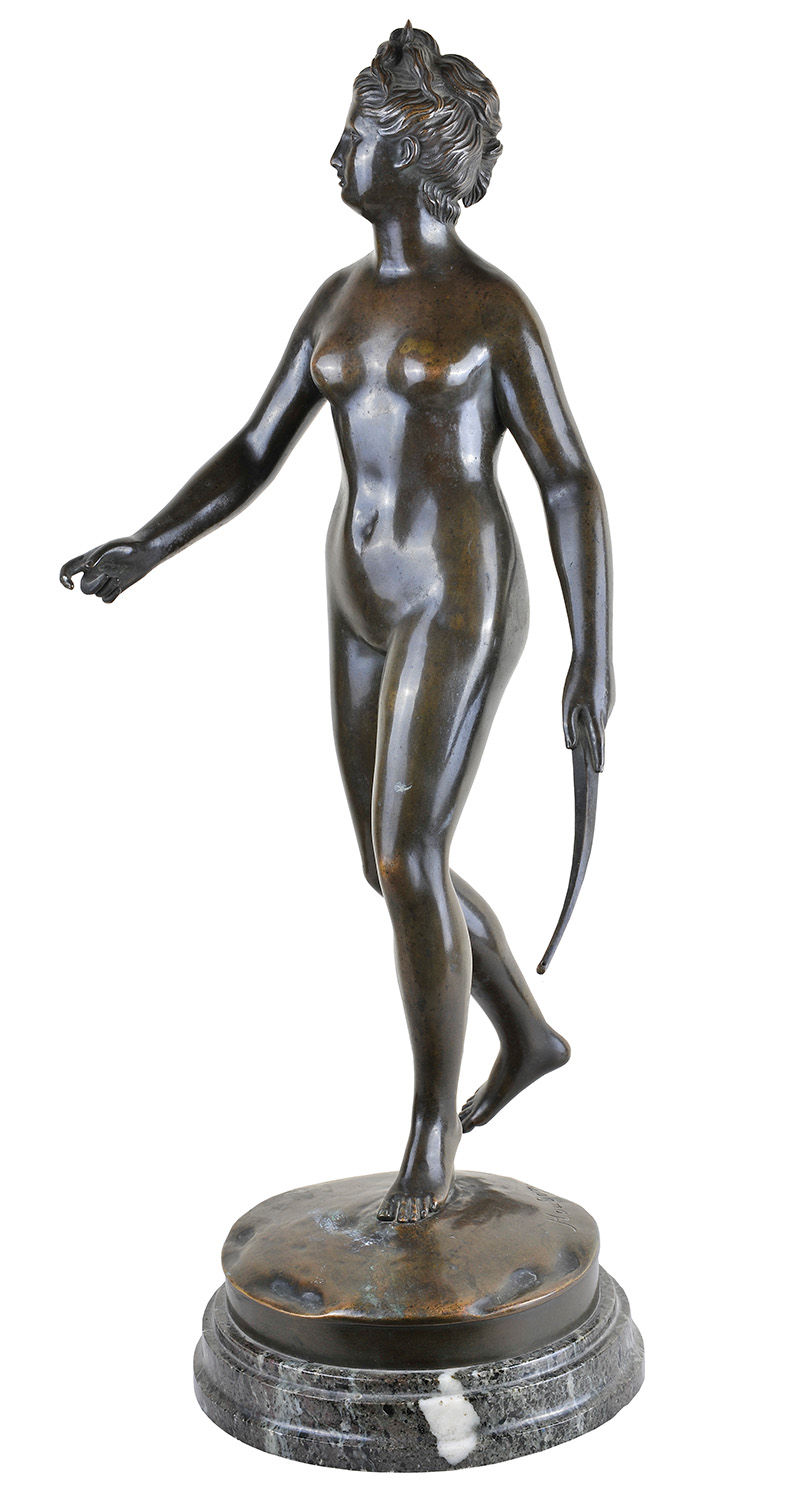
Jean-Antoine Houdon: Diana (nach dem Original im Louvre) 1790
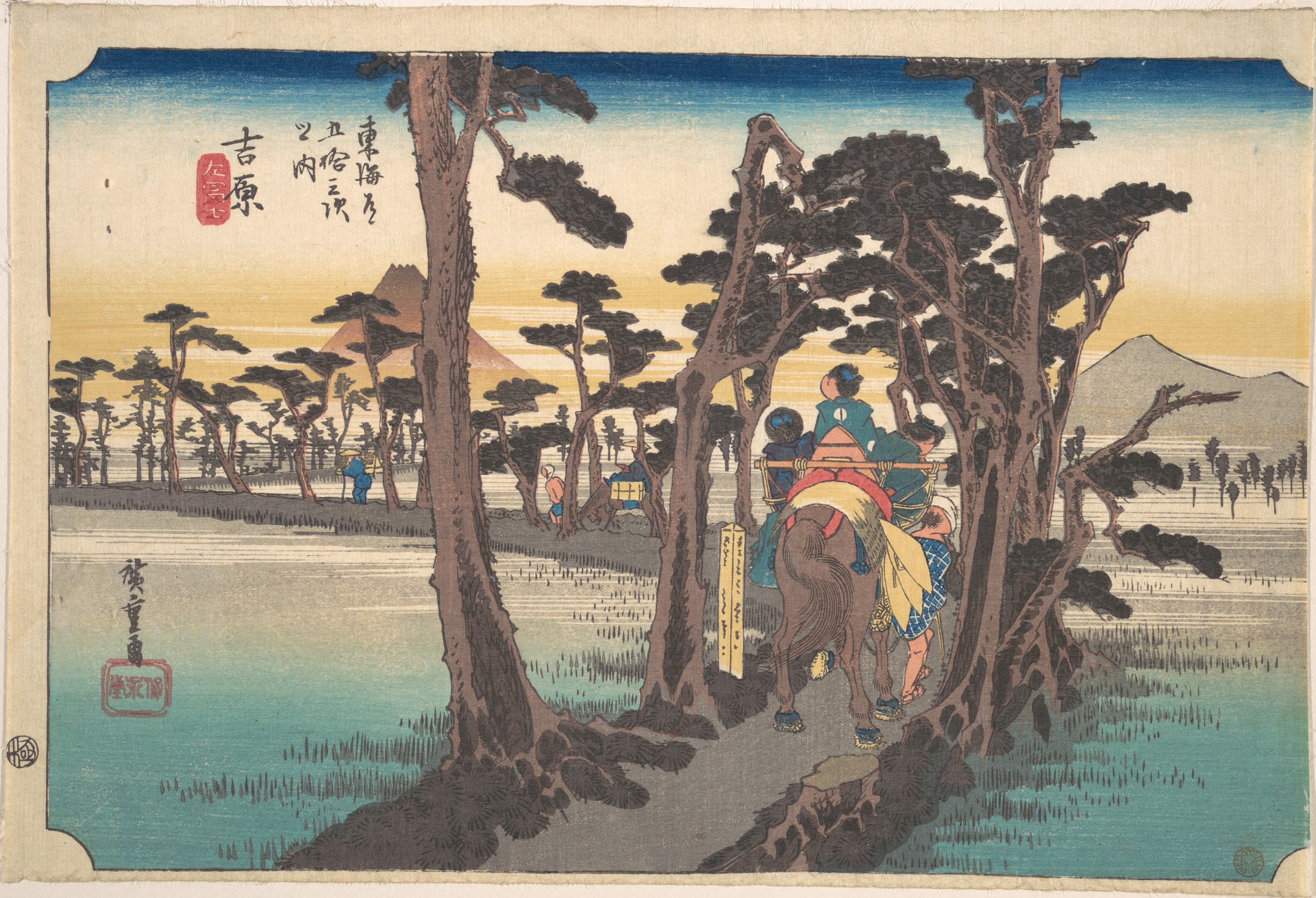
Utagawa Hiroshige: Yoshiwara um 1834

### Der Impressionismus
Im Abschnitt Der Impressionismus waren die Hauptvertreter dieser Stilrichtung mit mehreren Werken vertreten. Alle hier gezeigten Werke standen zum Verkauf. Von Édouard Manet gab es neun Bilder in der Schau, darunter mit dem Bildnis der Eva Gonzalès (heute Dublin City Gallery The Hugh Lane und National Gallery, London) eines seiner Hauptwerke. Hinzu kamen seine durch spanische Malerei beeinflussten Frühwerke Das Spanische Ballet (heute Phillips Collection, Washington D.C.) und Stierkampf (heute Musée d’Orsay, Paris) sowie Arbeiten des Spätwerks wie Landhaus in Bellevue (heute Stiftung Sammlung E. G. Bührle, Zürich), Gartenallee in Rueil (heute Kunstmuseum Bern), Studie zu Bar in den Folies Bergère und Bildnis Constantin Guys (beide Privatsammlung). Von Claude Monet konnten die Besucher acht Bilder sehen. Hierzu gehörte die heute im Puschkin-Museum befindliche Variante seines Motivs Das Frühstück im Grünen und verschiedene Landschaftsbilder, etwa die Gemälde Frühling (heute Johannesburg Art Gallery) und Stürmisches Wetter, Étretat (heute National Gallery of Victoria, Melbourne). Weiterhin gab es von Monet die Porträts Frau Paul (heute Fogg Art Museum, Cambridge, Ma.) und Herr Paul (heute als Der Koch betitelt, Österreichische Galerie Belvedere). Auch von Pierre-Auguste Renoir konnte eine hochwertige Auswahl gezeigt werden. Unter seinen sechs ausgestellten Bildern befanden sich Werke wie Die Loge (heute Courtauld Institute of Art, London), Tänzerin (heute National Gallery of Art, Washington D.C.), Bildnis Jeanne Durand-Ruel (heute Barnes Foundation, Philadelphia) und La Grenouillère (heute Sammlung Oskar Reinhart «Am Römerholz», Winterthur). Von Edgar Degas gab es in der Ausstellung eine Büglerin, einen Frauenkopf, ein Motiv Im Cafe-Concert und drei Darstellungen von Tänzerinnen, darunter das Bild Tänzerinnen in Rosa (heute Ny Carlsberg Glyptotek, Kopenhagen).

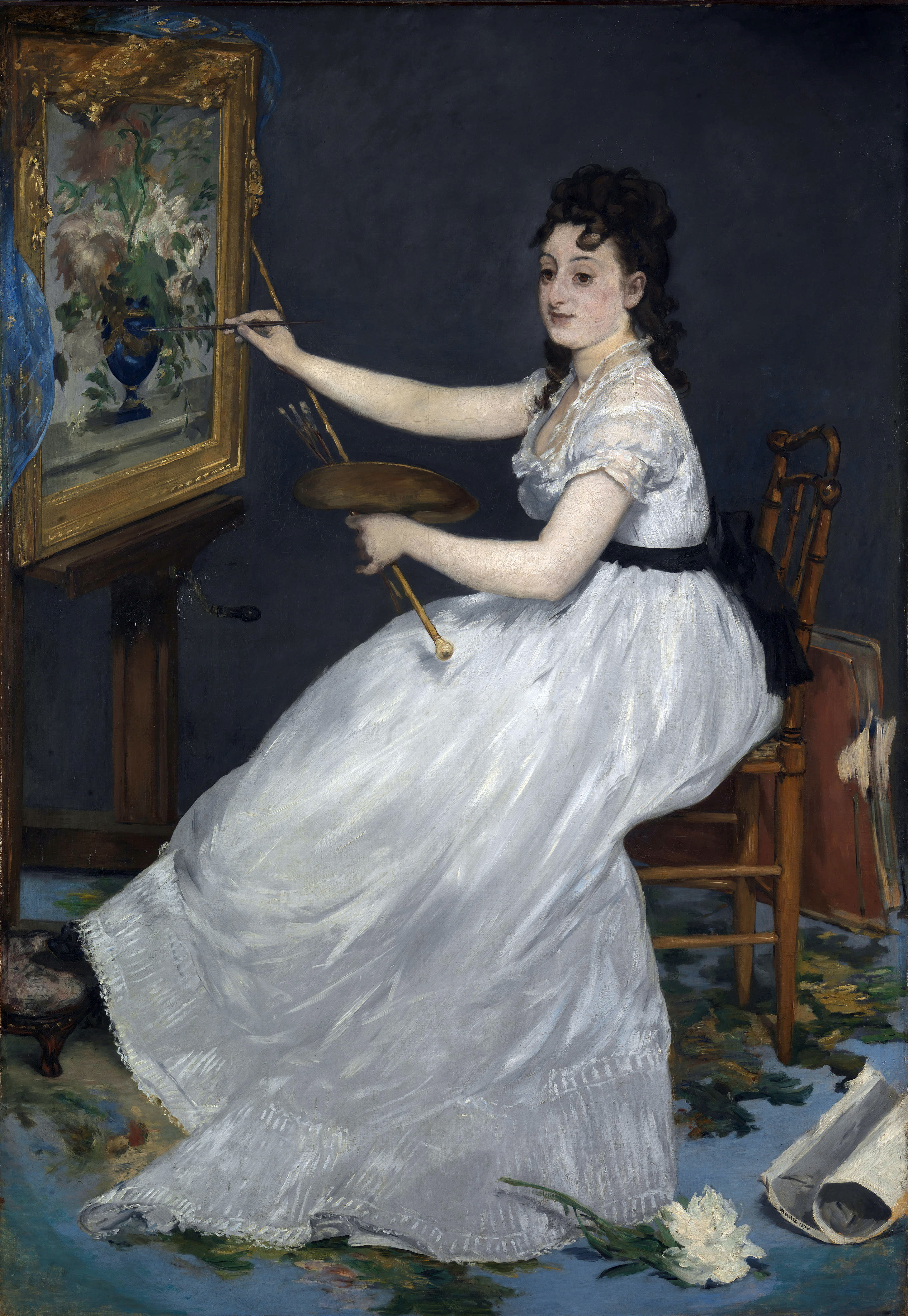
Édouard Manet: Bildnis der Eva Gonzalès 1870
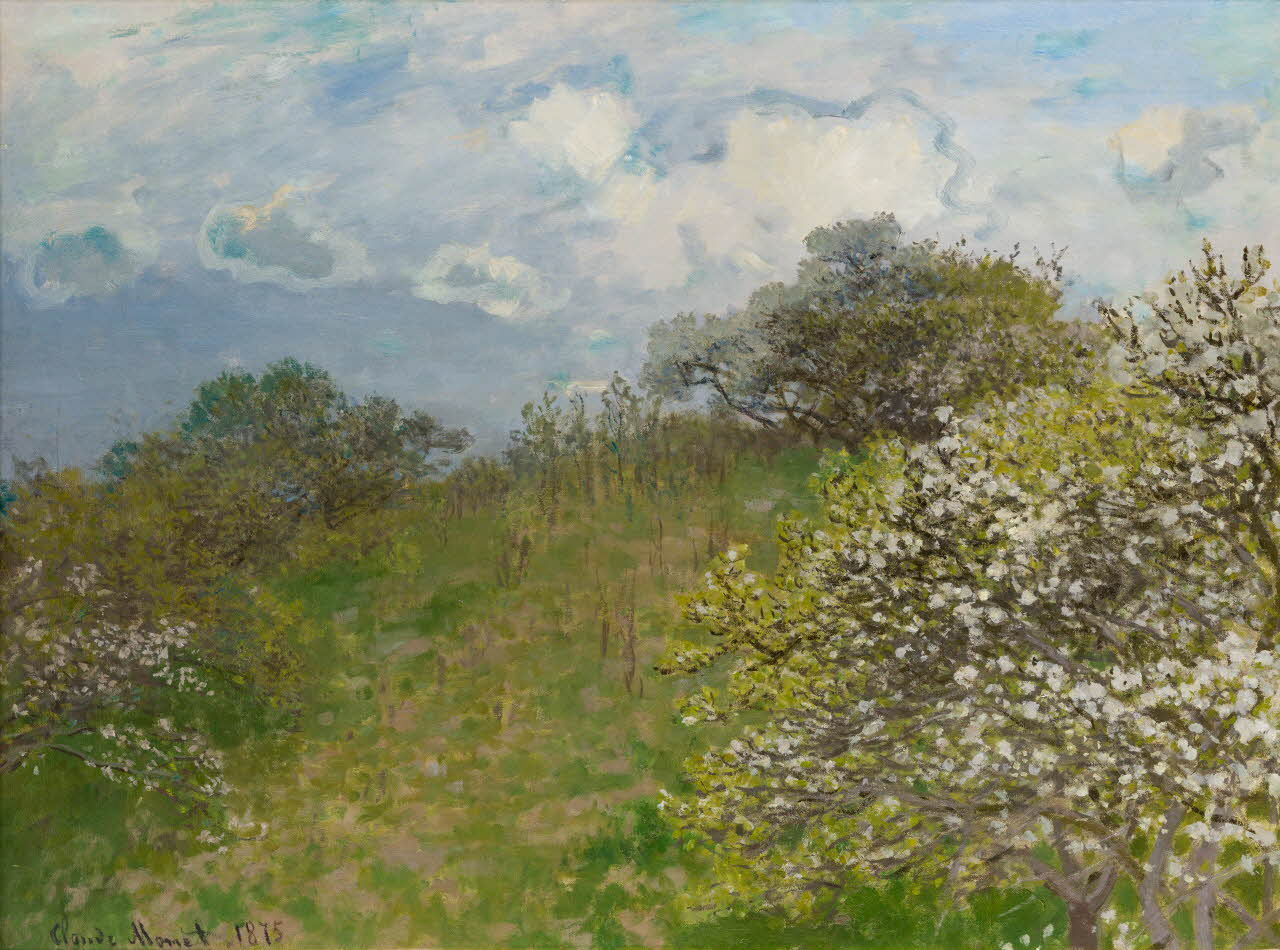
Claude Monet: Frühling 1873
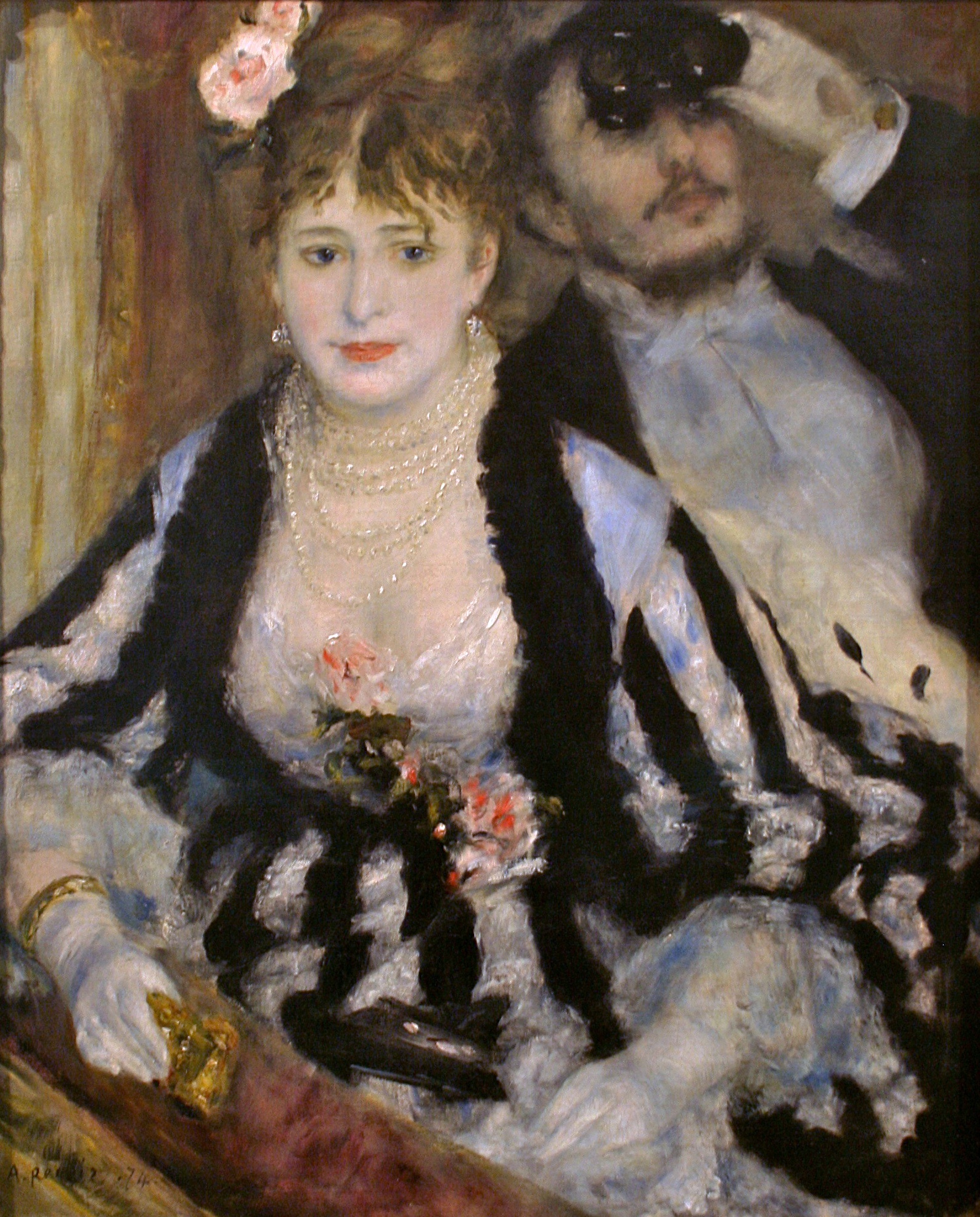
Pierre-Auguste Renoir: La Grenouillère 1869
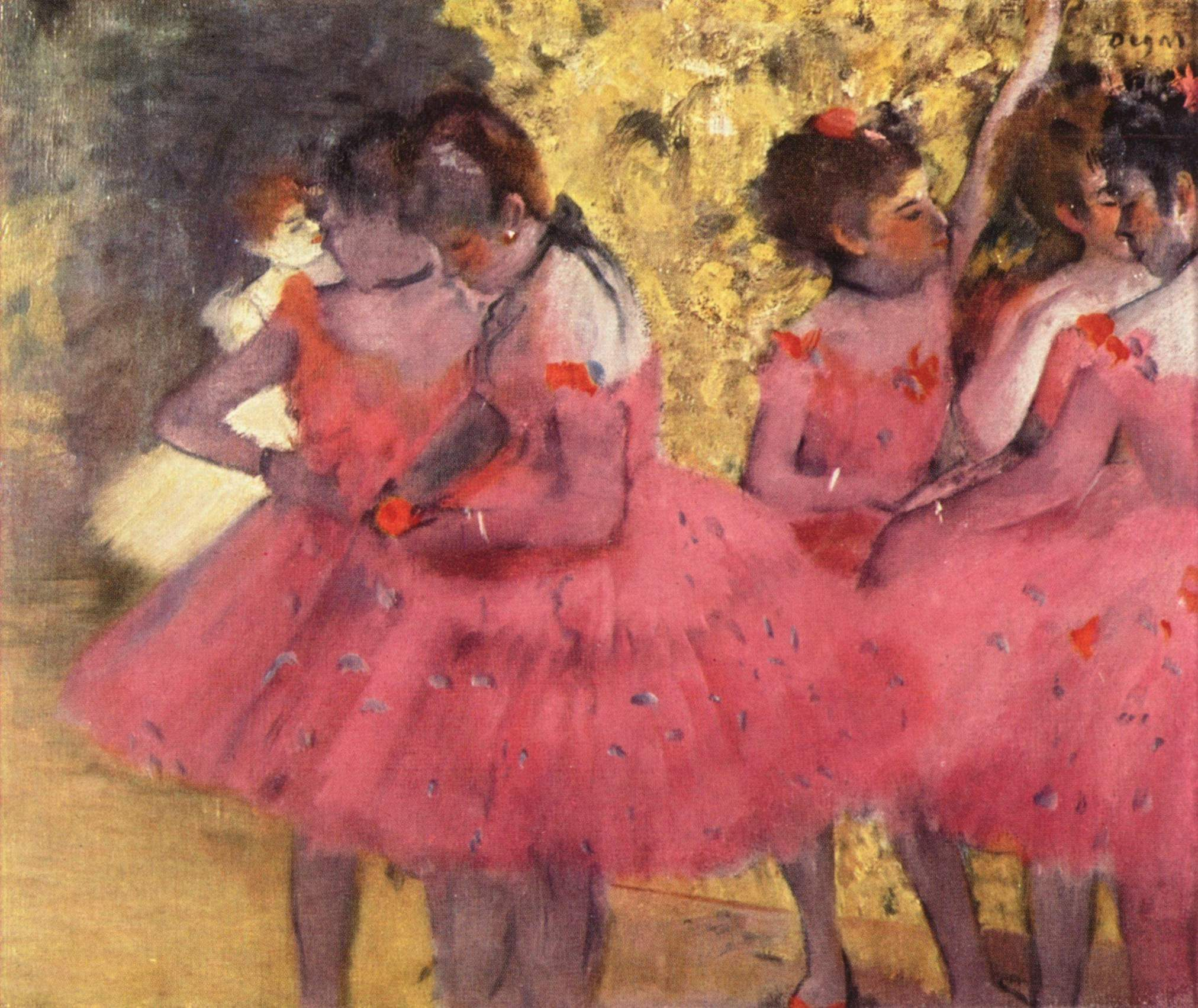
Edgar Degas: Tänzerinnen in Rosa 1884

Die Ausstellung in der Secession zeigte erstmals Gemälde von Paul Cézanne in Österreich. Die sieben ausgestellten Werke umfassten mehrere Stillleben, eine Ansicht von Pontoise, das Bildnis des Victor Chocquet (heute Columbus Museum of Art, Columbus (Ohio)) und das Paarbild Pierrot und Harlekin (heute Puschkin-Museum, Moskau). Weiterhin gab es in der Ausstellung fünf Landschaftsbilder von Camille Pissarro, wozu auch das Gemälde Winterlandschaft (Privatsammlung) gehörte. Von Alfred Sisley gab es ein Damenbildnis und sieben Landschaftsbilder, darunter Blühende Apfelbäume (Privatsammlung). Berthe Morisot war in der Ausstellung mit dem Gemälde  Der Tee (Privatsammlung) vertreten. In dieser Abteilung kamen darüber hinaus drei Werke von Pierre Puvis de Chavannes zur Ausstellung, darunter das Bild Der Dichter (heute Nationalmuseum Oslo). Seine Werke wurden im Katalog unter der Bezeichnung Monumentale Malerei, beeinflusst durch den Impressionismus gelistet; heute werden die Arbeiten dem Symbolismus zugerechnet. Weiterhin befanden sich in dieser Abteilung acht Skulpturen von Jean-Baptiste Carpeaux, wozu auch eine Büste des Jean-Léon Gérôme (verschiedene Versionen erhalten) gehörte. Seine stilistische Zuordnung zum Impressionismus ist im Nachhinein fraglich.

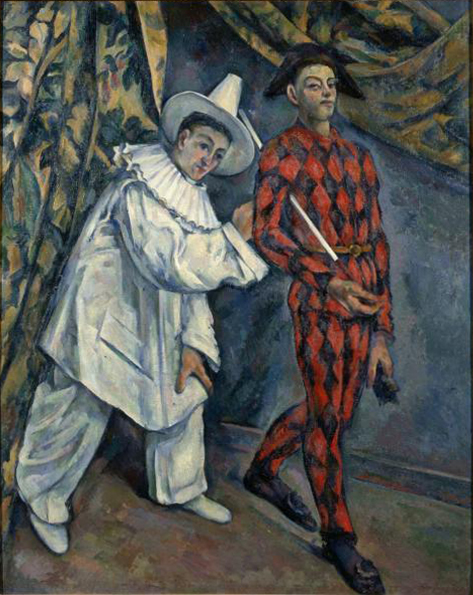
Paul Cézanne: Pierrot und Harlekin 1888
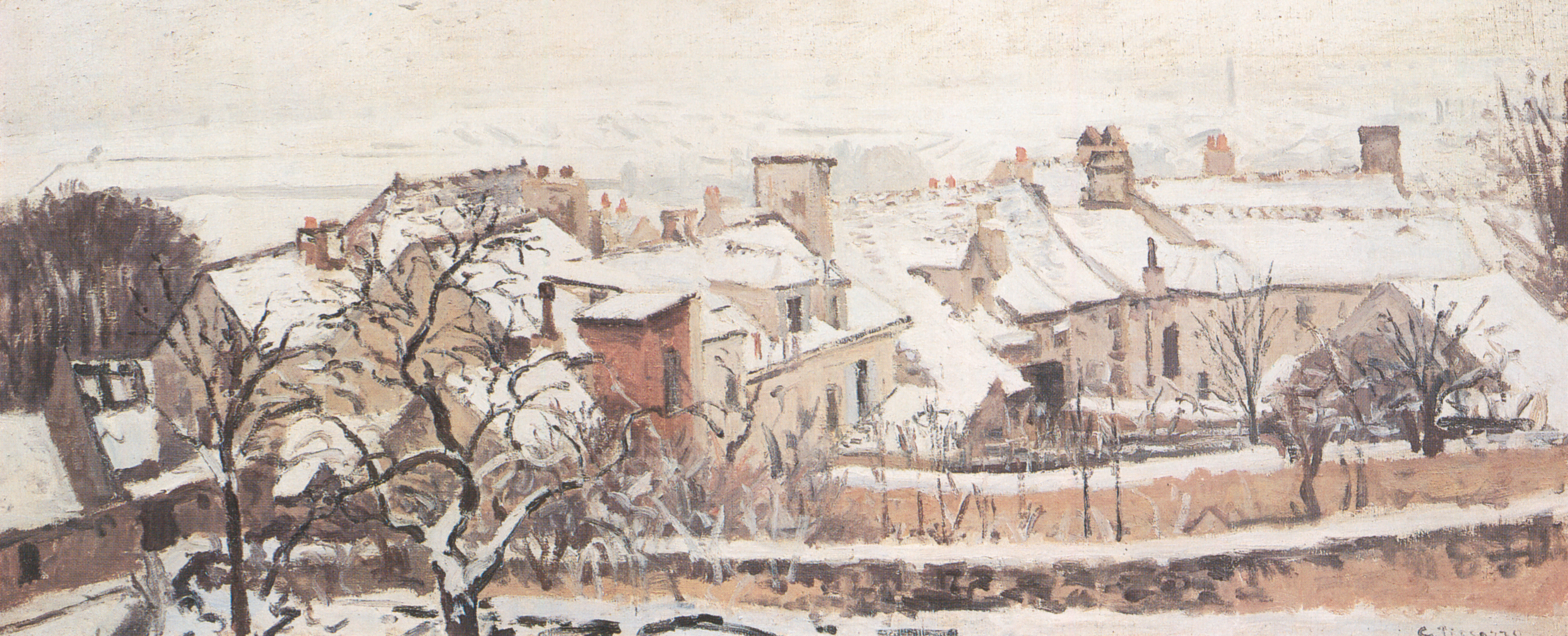
Camille Pissarro: Winterlandschaft 1872
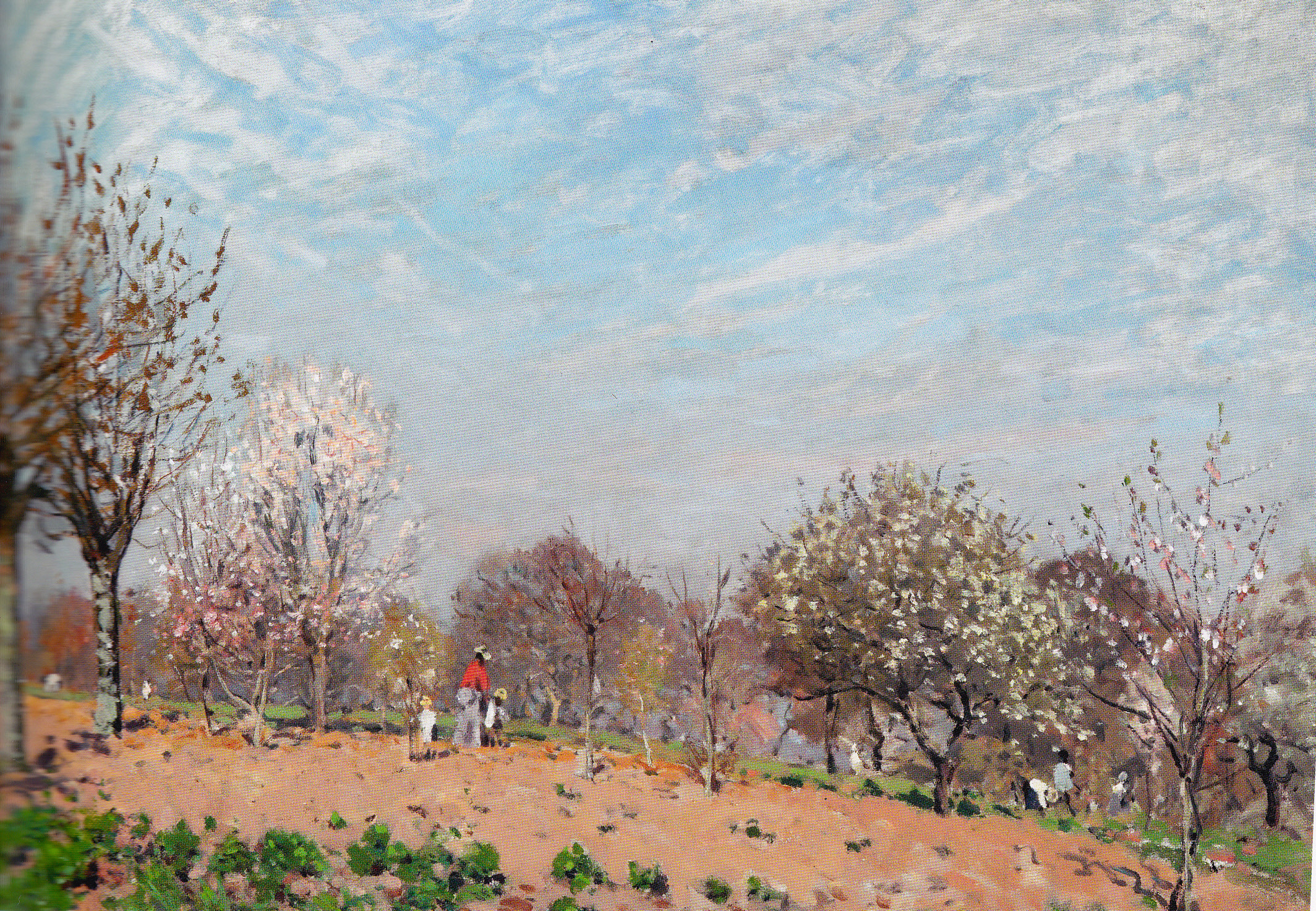
Alfred Sisley: Blühende Apfelbäume 1873
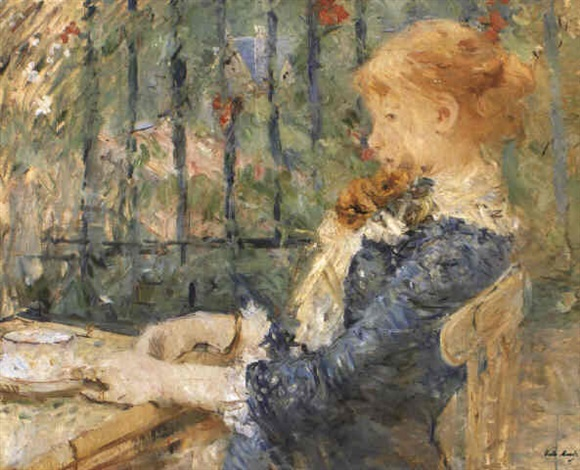
Berthe Morisot: Der Tee 1882
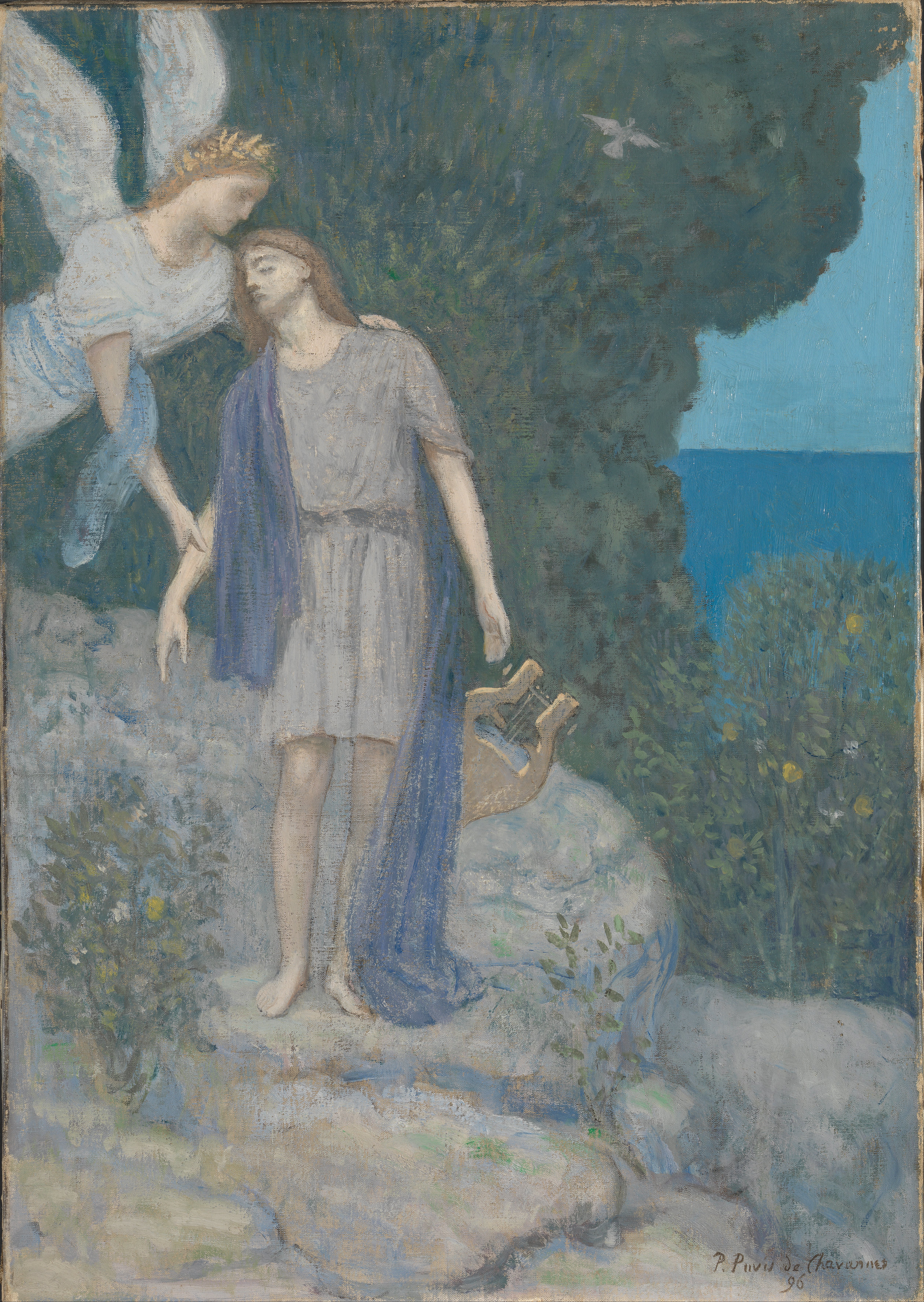
Pierre Puvis de Chavannes: Der Dichter 1896
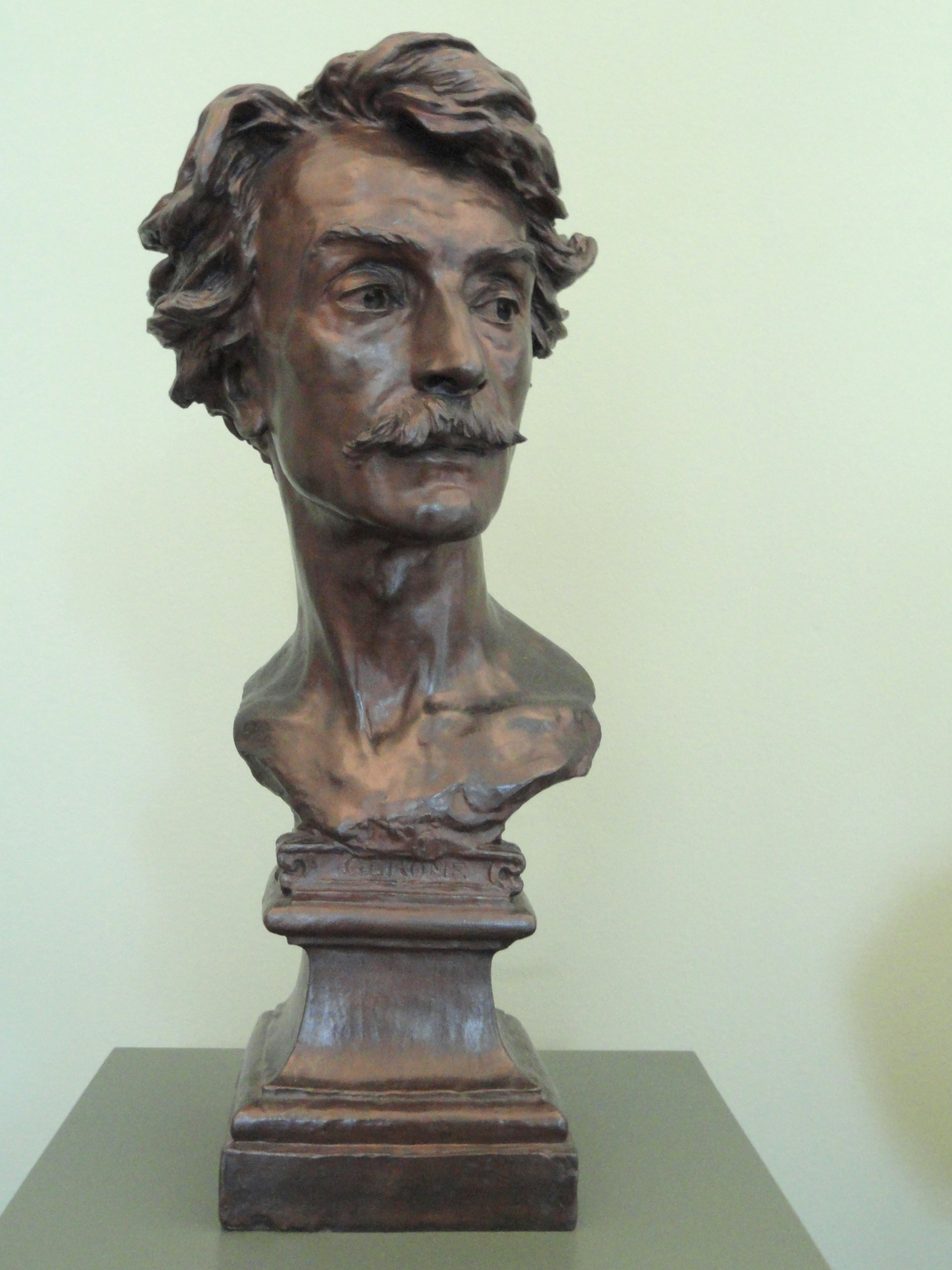
Jean-Baptiste Carpeaux: Büste des Jean-Léon Gérôme 1871

### Der Ausbau des Impressionismus
Die Abteilung Der Ausbau des Impressionismus gliederte sich in die Bereiche Malerei, Neoimpressionismus und Plastik. Im Bereich Malerei wurden sehr unterschiedliche Maler vorgestellt, etwa französische Künstler wie Albert Besnard, der mit den Motiven Der Strand, Die Tränke und Pony vertreten war oder Charles Cottet, von dem die Bilder Die Trauer, Das Abschiedsmahl und verschiedene Landschaften zu sehen waren. Hinzu kamen von Lucien Simon die Werke Rückkehr von der Messe, Ländlicher Zirkus (heute Nationalmuseum Oslo), das Porträt eines Ehepaares und verschiedene Skizzen. Von Gaston La Touche präsentierte die Ausstellung die Werke Die Verspottung und Die heilige Nacht, von Jean-Louis Forain gab es die Motive Hinter den Kulissen, Junge Frau in Balltoilette und Tänzerinnen. Hinzu kam von dem überwiegend in Europa lebenden US-amerikanischen Maler James McNeill Whistler das Porträt Die Violinspielerin (heute Cleveland Museum of Art). In diesem Abschnitt wurden zudem Werke der deutschen Impressionisten Max Liebermann und Max Slevogt präsentiert. Von Liebermann gab es eine Version des Motivs Die Papageienallee (heute Kunsthalle Bremen), das Gemälde Die Rasenbleiche (heute Wallraf-Richartz-Museum & Fondation Corboud, Köln) und ein Bildnis des Malers Lovis Corinth (Privatbesitz). Von Slevogt konnten die Besucher die Werke Sommermorgen (heute Landesmuseum Mainz in der Villa Ludwigshöhe, Edenkoben), Landschaft mit weißer Dame und Am Chiemsee in der Ausstellung sehen. Unter dem Begriff Neoimpressionismus zeigte die Ausstellung Werke der beiden Künstler Georges Seurat und Théo van Rysselberghe, die heute dem Stil des Pointillismus zugeordnet werden. Der Franzose Seurat war mit einer Version des Motivs Kanal von Gravelines (Grevelingen), einer Studie zu Ein Sonntagnachmittag auf der Insel La Grande Jatte (heute Metropolitan Museum of Art, New York City) und dem maritimen Motiv Hospiz und Leuchtturm in Honfleur (heute National Gallery of Art, Washington D.C.) in der Ausstellung zu sehen, der Belgier van Rysselberghe war mit einer Ansicht von Konstantinopel, einer Aktstudie, einem Motiv beim Pferderennen und verschiedenen Darstellungen mit Fischer- und Strandszenen in der Schau dabei, darunter Junge Damen am Strande (heute Königliche Museen der Schönen Künste, Brüssel).

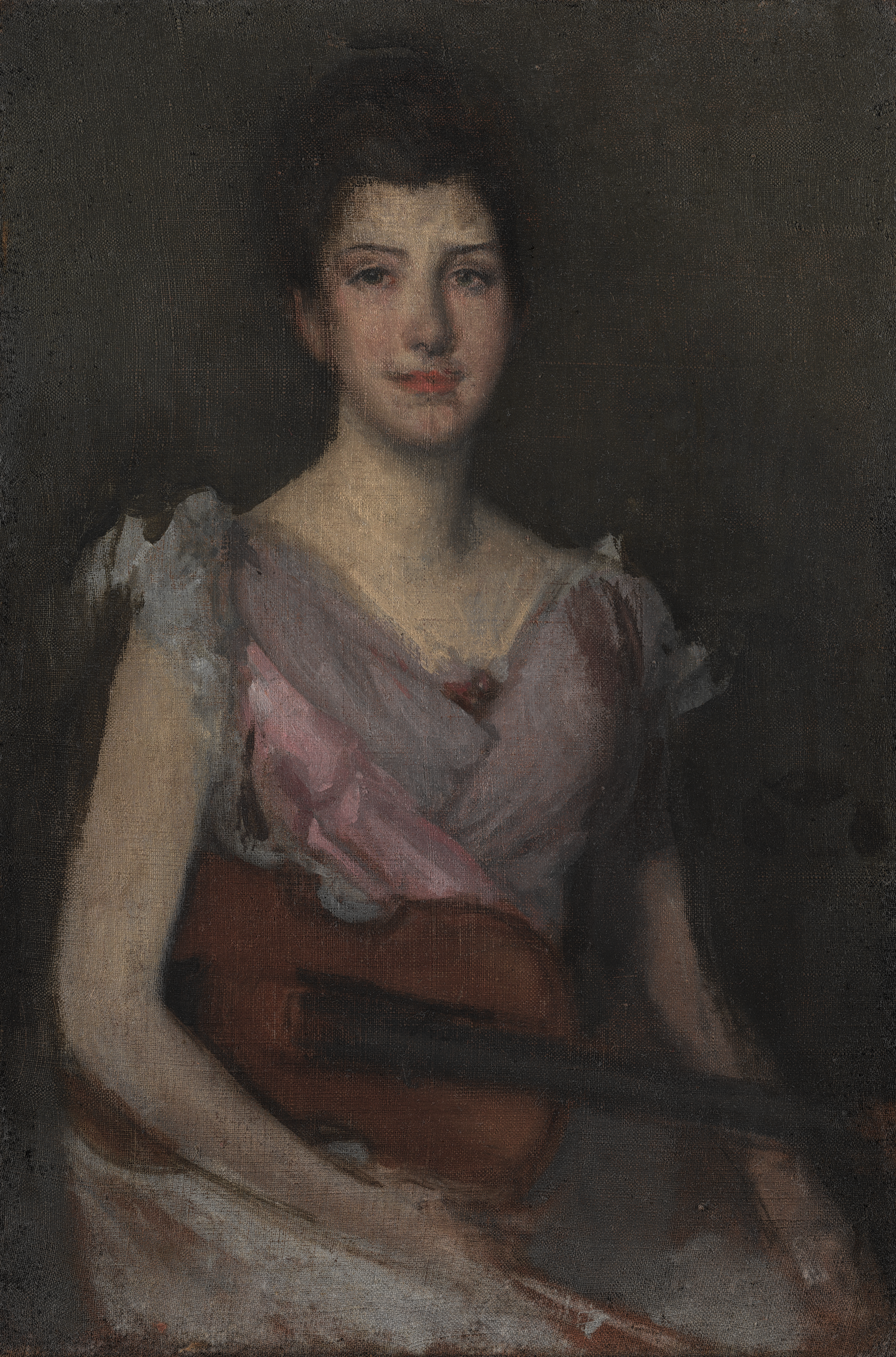
James McNeill Whistler: Der Violinspielerin um 1894
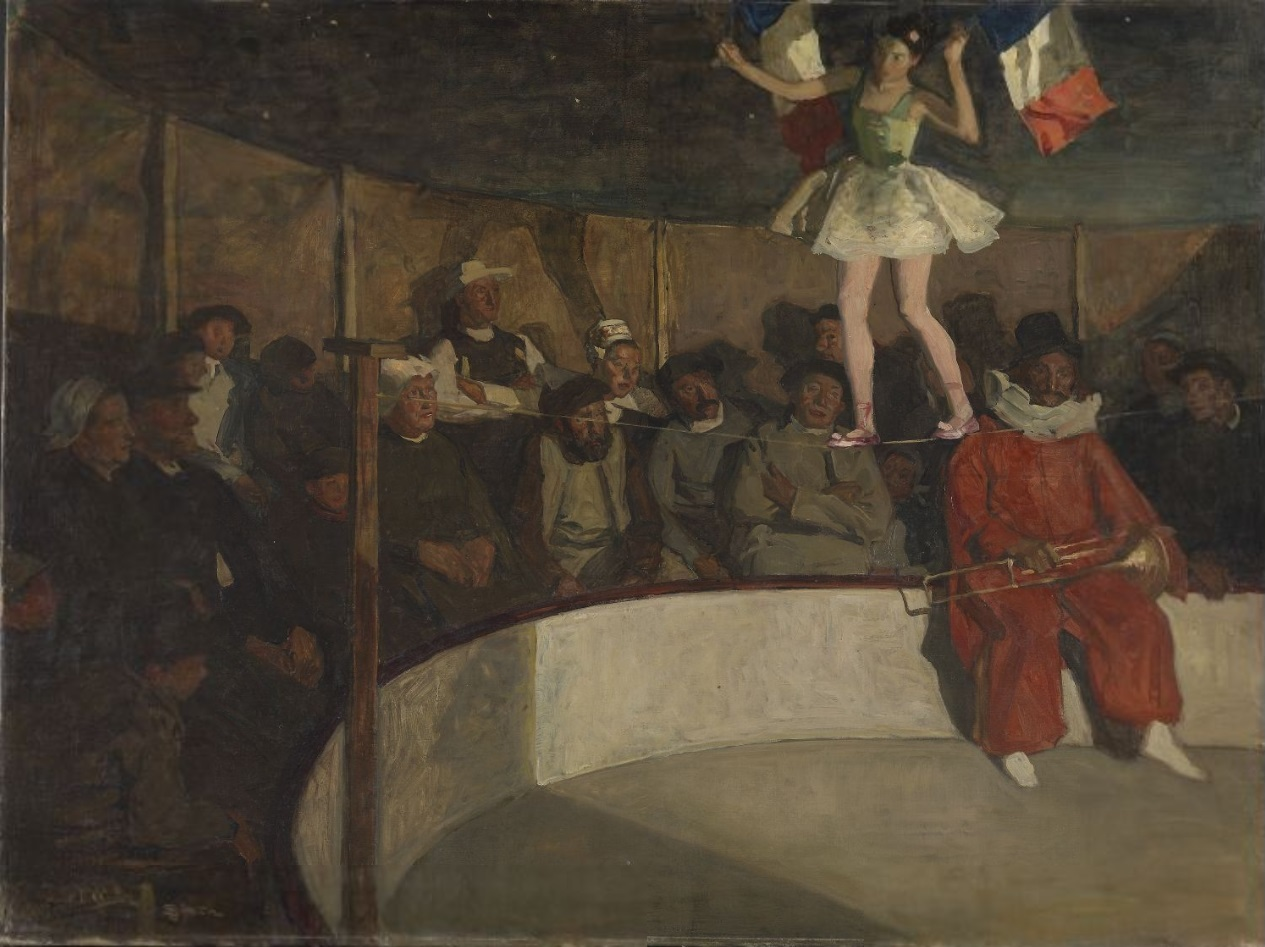
Lucien Simon: Ländlicher Zirkus um 1900
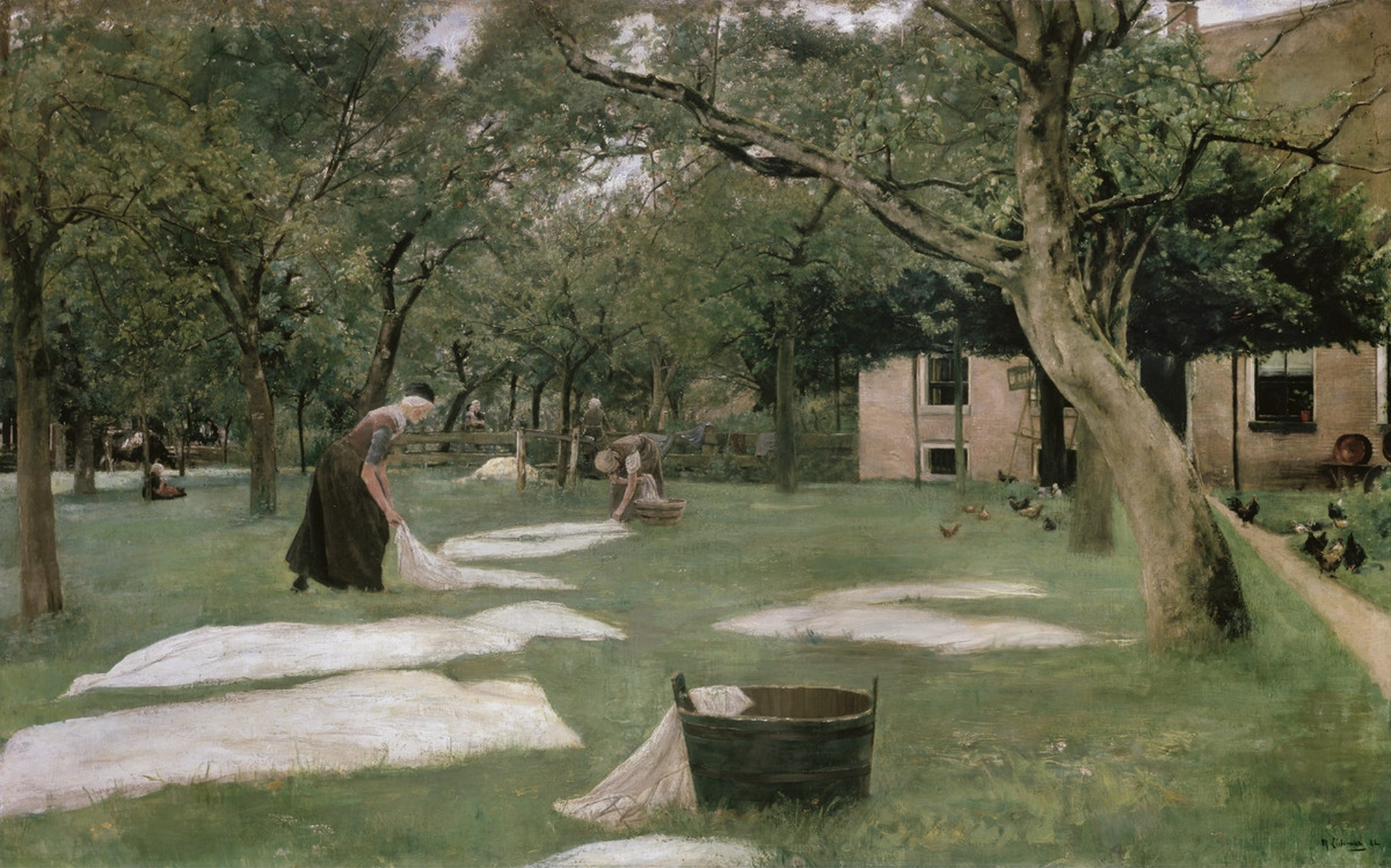
Max Liebermann: Die Rasenbleiche 1882/83
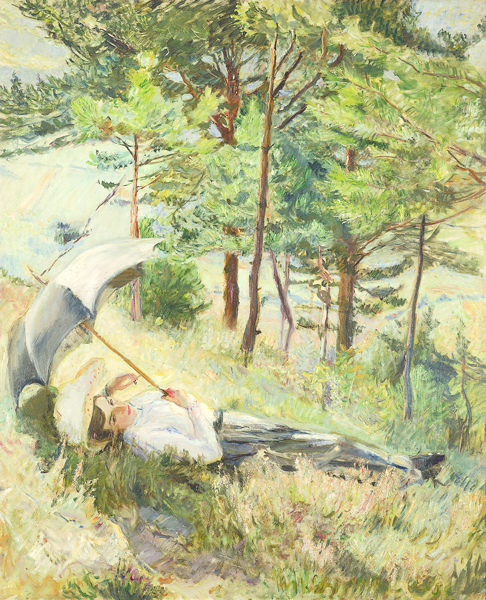
Max Slevogt: Sommermorgen 1901
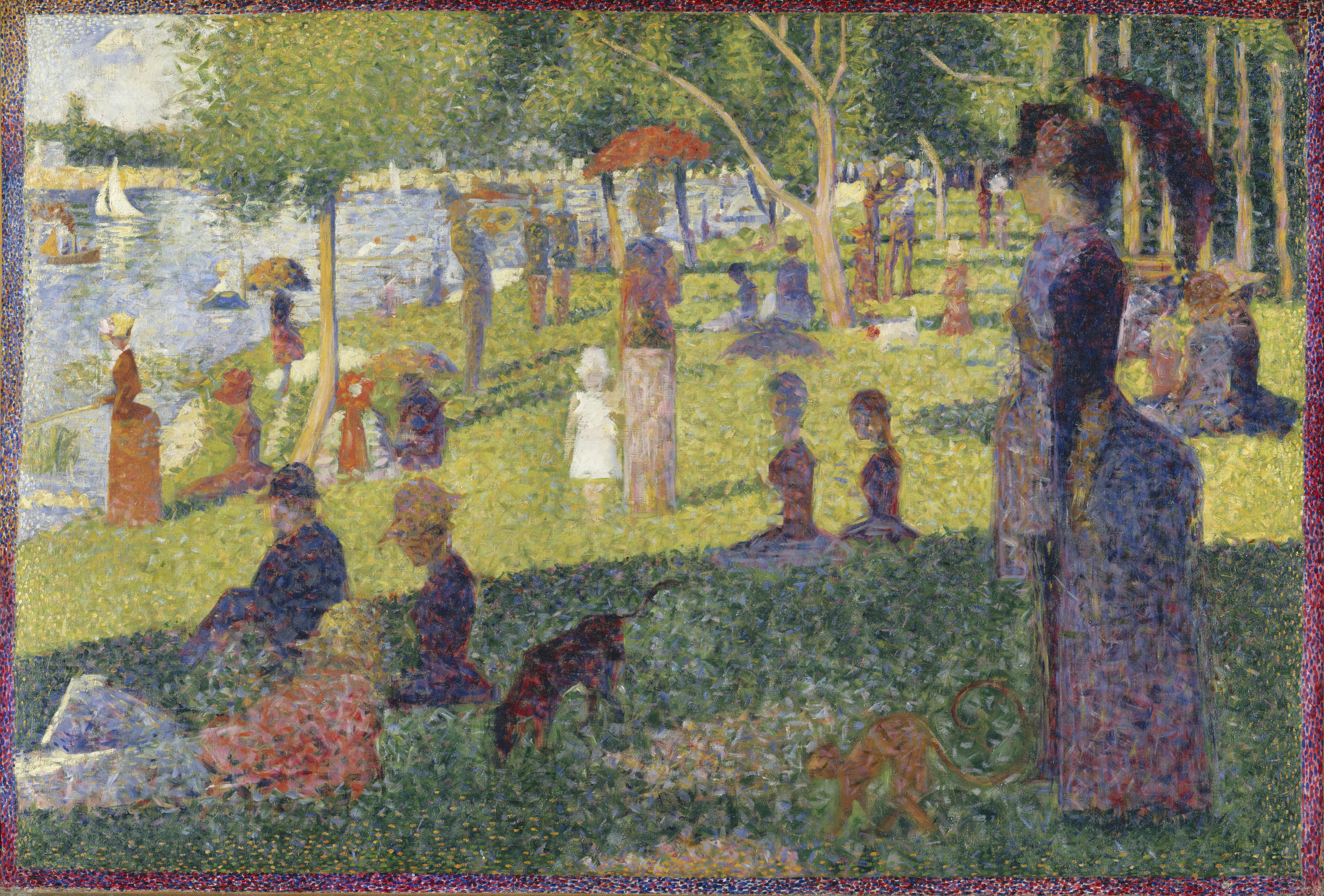
Georges Seurat: Studie zu Ein Sonntagnachmittag auf der Insel La Grande Jatte 1884
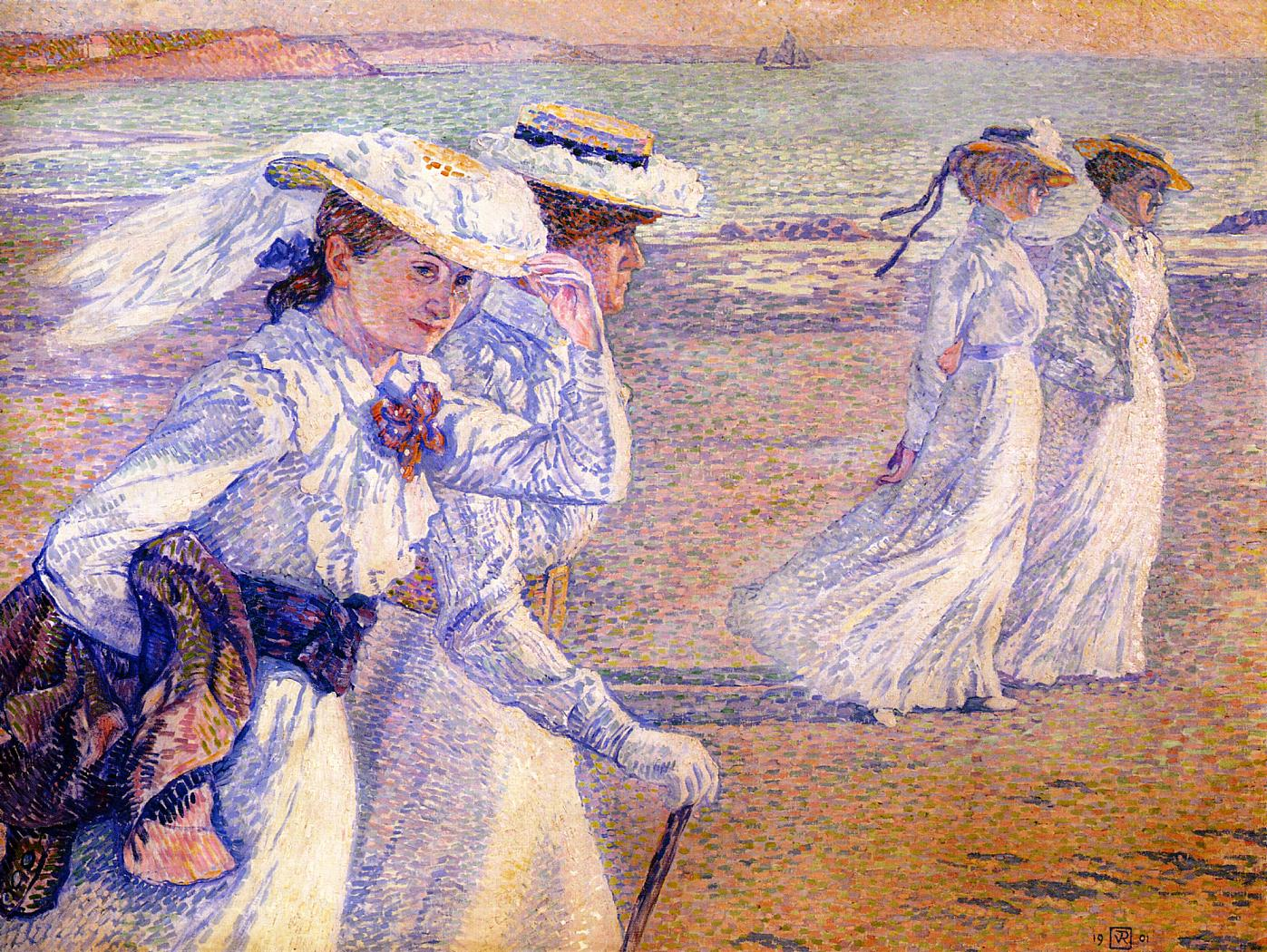
Théo van Rysselberghe: Junge Damen am Strande 1901

Unter der Überschrift Plastik waren der Abteilung Der Ausbau des Impressionismus zahlreiche Werke der Bildhauerei zugeordnet. Hier fanden sich Skulpturen von Künstlern wie dem Franzosen Auguste Rodin, der mit der Büste des Bildhauers Falguière und der Skulptur Die Hand Gottes vertreten war. Vom Italiener Merado Rosso gab es zwei Kinderdarstellungen, ein Frauenporträt und die Bronzeskulptur Der Buchmacher, von dem Belgier Constantin Meunier die Skulpturen Der Schnitter (Der Sommer), Ein Mann aus dem Volke, Der Bergarbeiter, Der Schiffszieher und Der Eisenarbeiter. Hinzu kamen Arbeiten weiterer französischer Bildhauer. Gezeigt wurden von Jules Desbois die Werke Der Frühling, Büste von Rodin und Der Tod, von Alexandre Charpentier eine Kinderfigur, verschiedene Arbeiten mit Tänzerinnen, die Werke Junge Frau, Die Bratsche, Die Bassgeige und mehrere Bronze-Plaquetten, von François-Rupert Carabin die Werke Die Üppigkeit, Das Leiden, Bretonischer Tanz, Spanischer Tanz, Dudelsackpfeifer und Tintenfaß. Weitere Arbeiten in dieser Abteilung waren von Antoine Bourdelle die Skulptur Das Paar, von Camille Lefèvre das Porträt des Herrn J. L. (Jules Lermina) und das Motiv Die Trauer, von Fix-Masseau ein Porträt von Beethoven und die Arbeit Der sonderbare Wanderer und von Gaston Toussaint das Werk Lachender Faun.

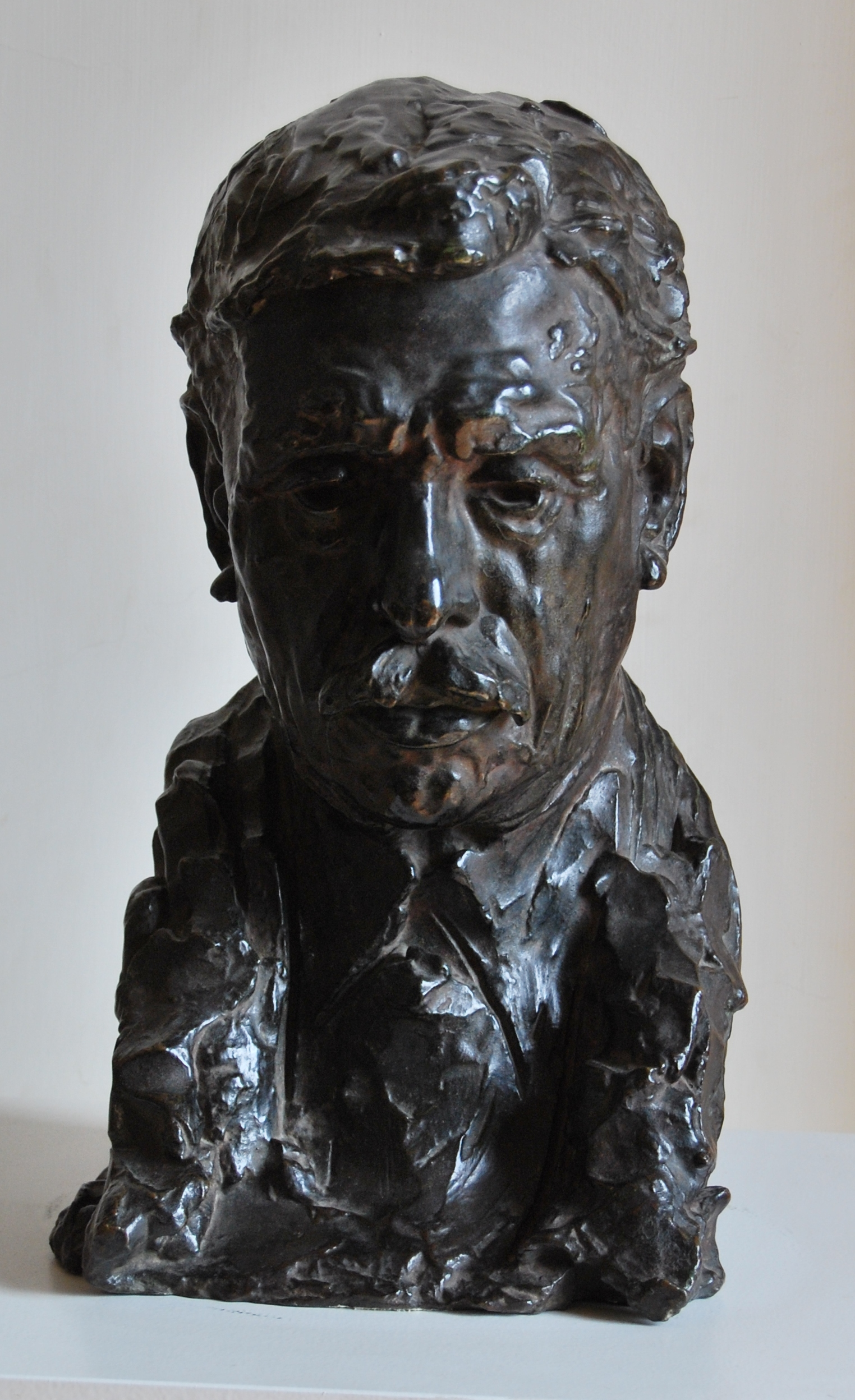
Auguste Rodin: Büste des Bildhauers Falguière 1897
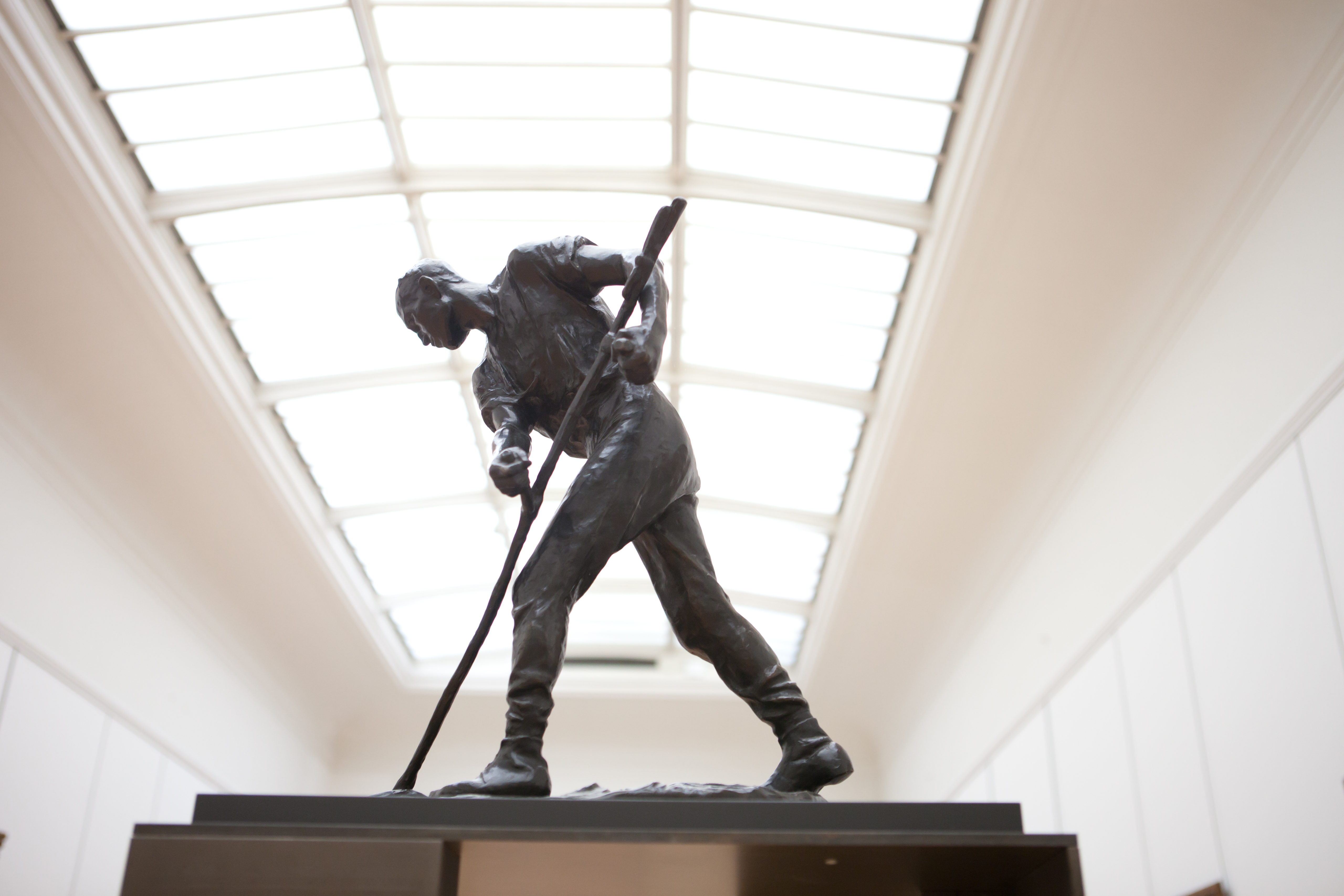
Constantin Meunier: Der Schnitter (Der Sommer) 1892
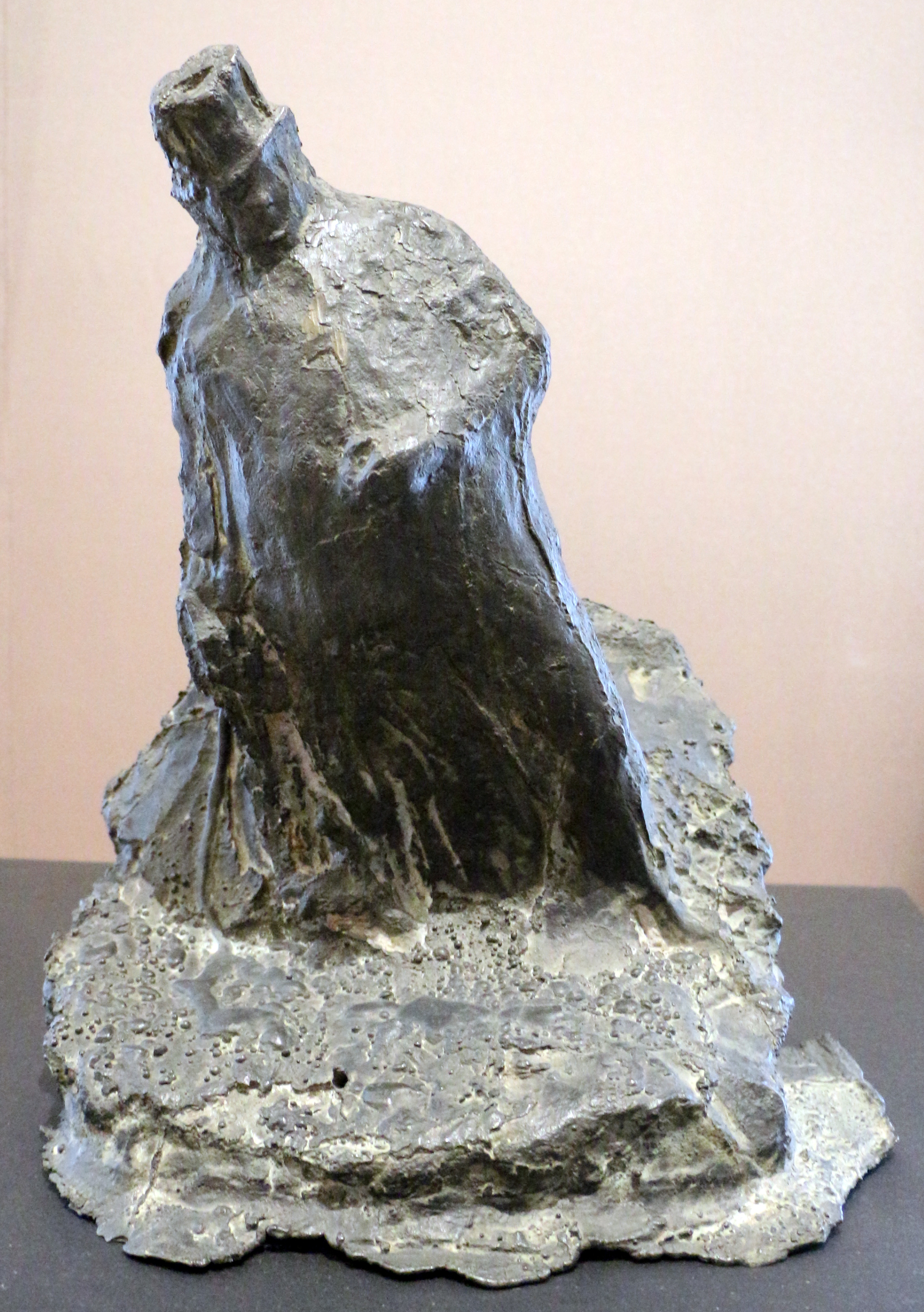
Merado Rosso: Der Buchmacher 1902–1903
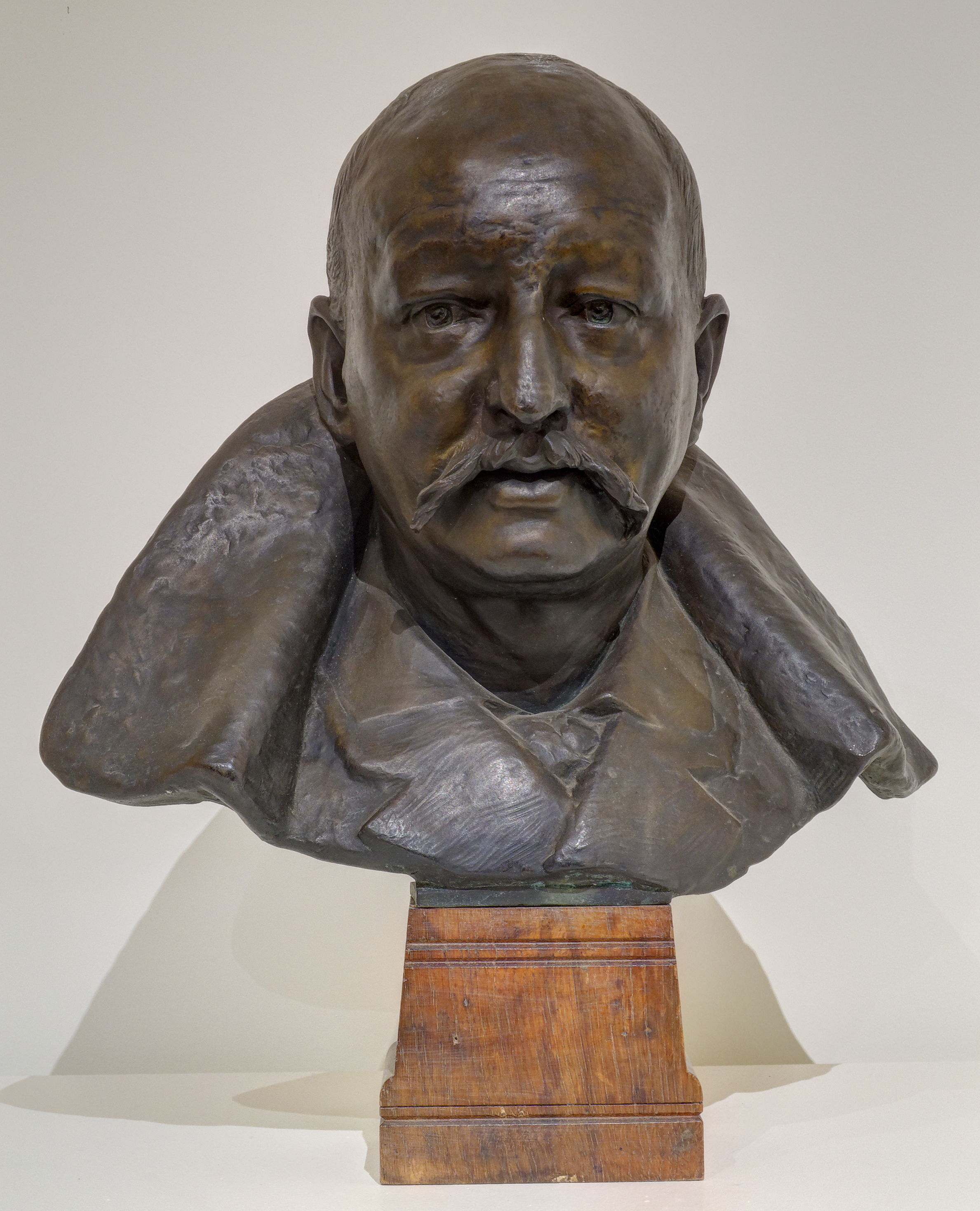
Merado Rosso: Porträt des Herrn J. L. (Jules Lermina) 1893
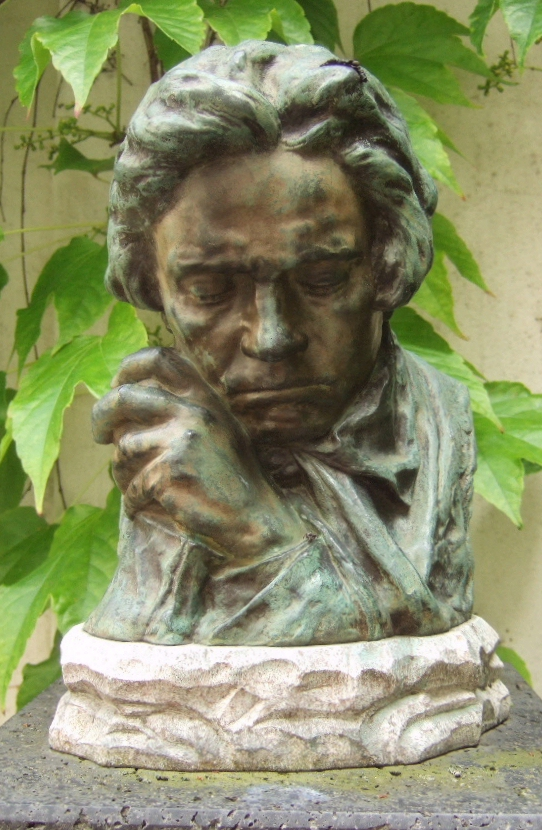
Fix-Masseau: Beethoven 1902

### Übergänge zum Stil
In der Abteilung Übergänge zum Stil sind im Katalog zur Ausstellung Werke von Künstlern gelistet, die sich den Stilrichtungen des Spätimpressionismus, des Symbolismus und der Künstlergruppe der Nabis zuordnen lassen. In der Gruppe der Spätimpressionisten gab es von Vincent van Gogh fünf Landschaftsbilder, darunter die Kastanienallee im Park von Arles (Privatsammlung). Von Paul Gauguin wurden ein Stillleben und ein Landschaftsmotiv aus Tahiti gezeigt. Unter den sechs Werken von Henri de Toulouse-Lautrec befanden sich das Porträt des Malers Vincent van Gogh (heute Van Gogh Museum, Amsterdam), das Bild Eine Operation von Dr. Péan (heute Sterling and Francine Clark Art Institute, Williamstown, Ma.), das Porträt des Dr. Tapic de Celeyrau (heute Musée Toulouse-Lautrec, Albi), das im Katalog als Studie bezeichnete Werk Zwei Freundinnen (heute Galerie Neue Meister, Dresden) und das Brustbild La Pierreuse (heute Metropolitan Museum of Art, New York City). Kleine Werkgruppen gab es auch von den Vertretern der Nabis. So zeigte die Ausstellung von Édouard Vuillard die Motive Ernte, Das Frühstück, Mutter und Kind und mehrere Interieurbilder, darunter Le salon aux trois lampes, rue Saint-Florentin (heute Musée d’Orsay) und Salon in L’Étang-la-Ville (heute Dallas Museum of Art). Von Pierre Bonnard konnten die Besucher Landschaftsbilder, Stillleben, Interieurs, ein Aktbild und verschiedene Personendarstellungen sehen. Auch die motivische Auswahl der Werke von Maurice Denis war breit gefächert. Zu sehen waren Kircheninterieurs, religiöse Themen, Landschaftsmotive und Genreszenen. Zudem gab es von Denis die Strandszene Baigneuses, plage du Pouldu (heute Musée des Beaux-Arts de la Ville de Paris) Motivisch vielfältig war ebenfalls das ausgestellte Werk von Félix Vallotton. Hierzu gehörten Porträts von Verlaine, Dostojewski und Hugo, verschiedene Landschaftsbilder und Genreszenen. Bei den von Ker-Xavier Roussel ausgestellten Arbeiten handelte es sich um Blumenstillleben, Landschaftsansichten und mehreren Darstellungen von mythologischen Szenen mit Nymphen. Der Symbolist Odilon Redon war mit zehn Werken in der Ausstellung vertreten. Dazu gehörten Landschaften wie Der rote Busch oder Der rote Baum, das biblische Motiv Die Flucht ach Ägypten, verschiedene Stillleben, zwei Frauendarstellungen und ein Kopf des Mephisto. Ebenfalls in dieser Abteilung war das Gemälde Rote Felsen von Louis Valtat, ein Künstler, der heute der Gruppe der Fauves zugerechnet wird. Zudem waren diesem Abschnitt drei Skulpturengruppen des norwegischen Bildhauers Gustav Vigeland zugeordnet.

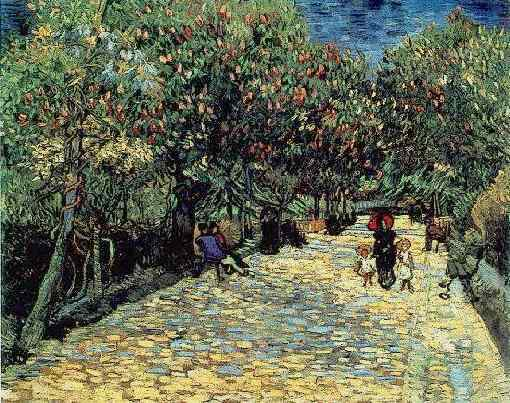
Vincent van Gogh: Kastanienallee im Park von Arles 1889
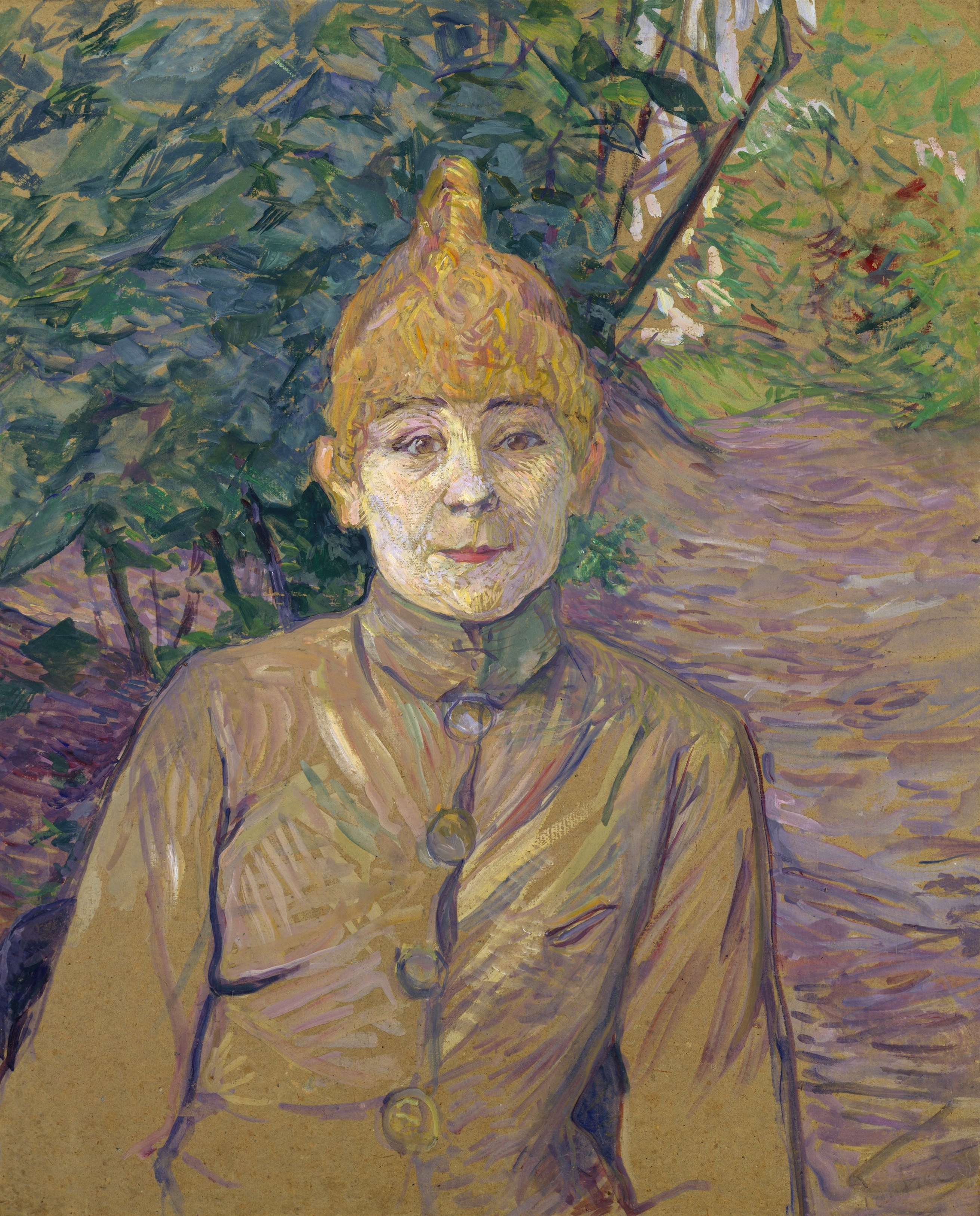
Henri de Toulouse-Lautrec: Brustbild (La Pierreuse) um 1890–1891
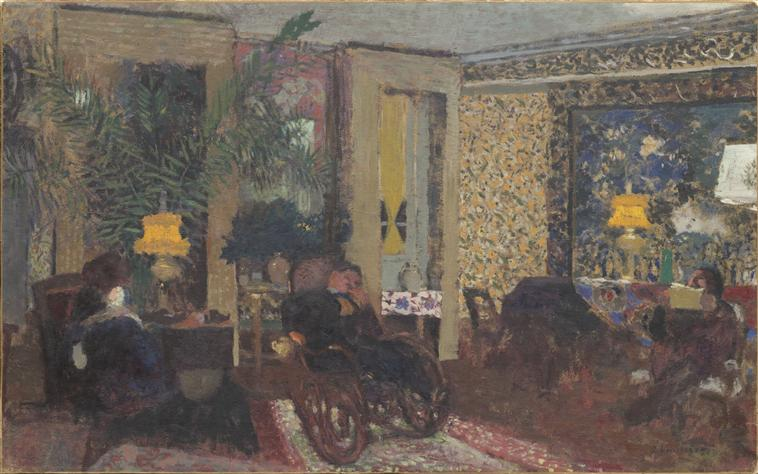
Édouard Vuillard: Le salon aux trois lampes, rue Saint-Florentin um 1899
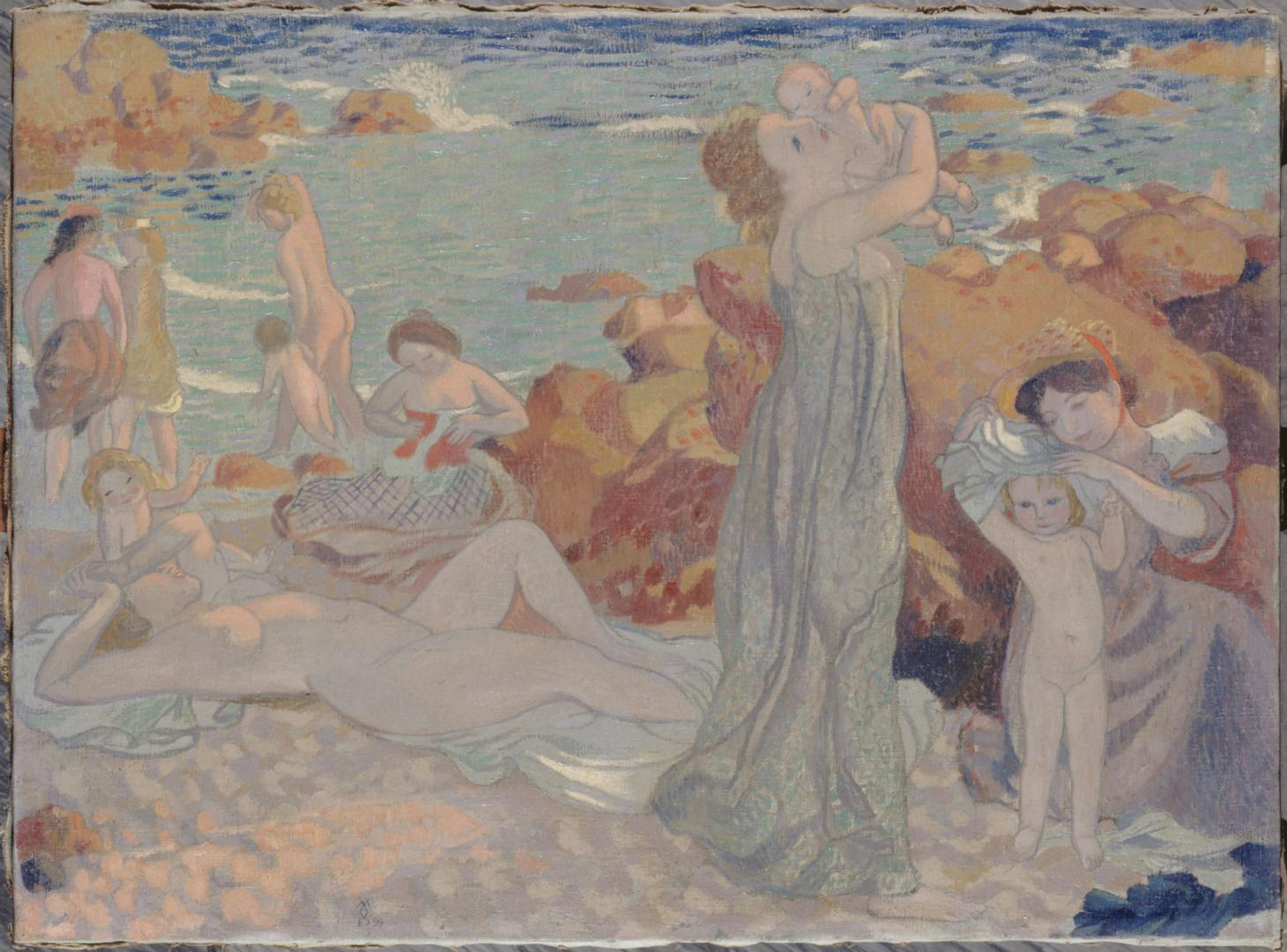
Maurice Denis: Baigneuses, plage du Pouldu 1899

## Nachwirkung
Ein Ziel der Ausstellung war es, Kunstwerke zu verkaufen. Die gelang nur in sehr geringem Umfang. Im Nachgang zur Präsentation der Werke im Gebäude der Wiener Secession verkaufte der Kunsthändler Durand-Ruel das Gemälde Der Koch von Claude Monet an die vom Kultusministerium im selben Jahr gegründete Moderne Galerie, Vorläuferin der heutigen Österreichischen Galerie Belvedere. Es war der erste Ankauf eines Gemäldes von Monet für ein österreichisches Museum. Das ebenfalls in der Ausstellung gezeigte Gemälde Die Ebene von Auvers von Vincent van Gogh wurde zunächst von der Wiener Secession erworben und kam 1909 als Geschenk in die Moderne Galerie.

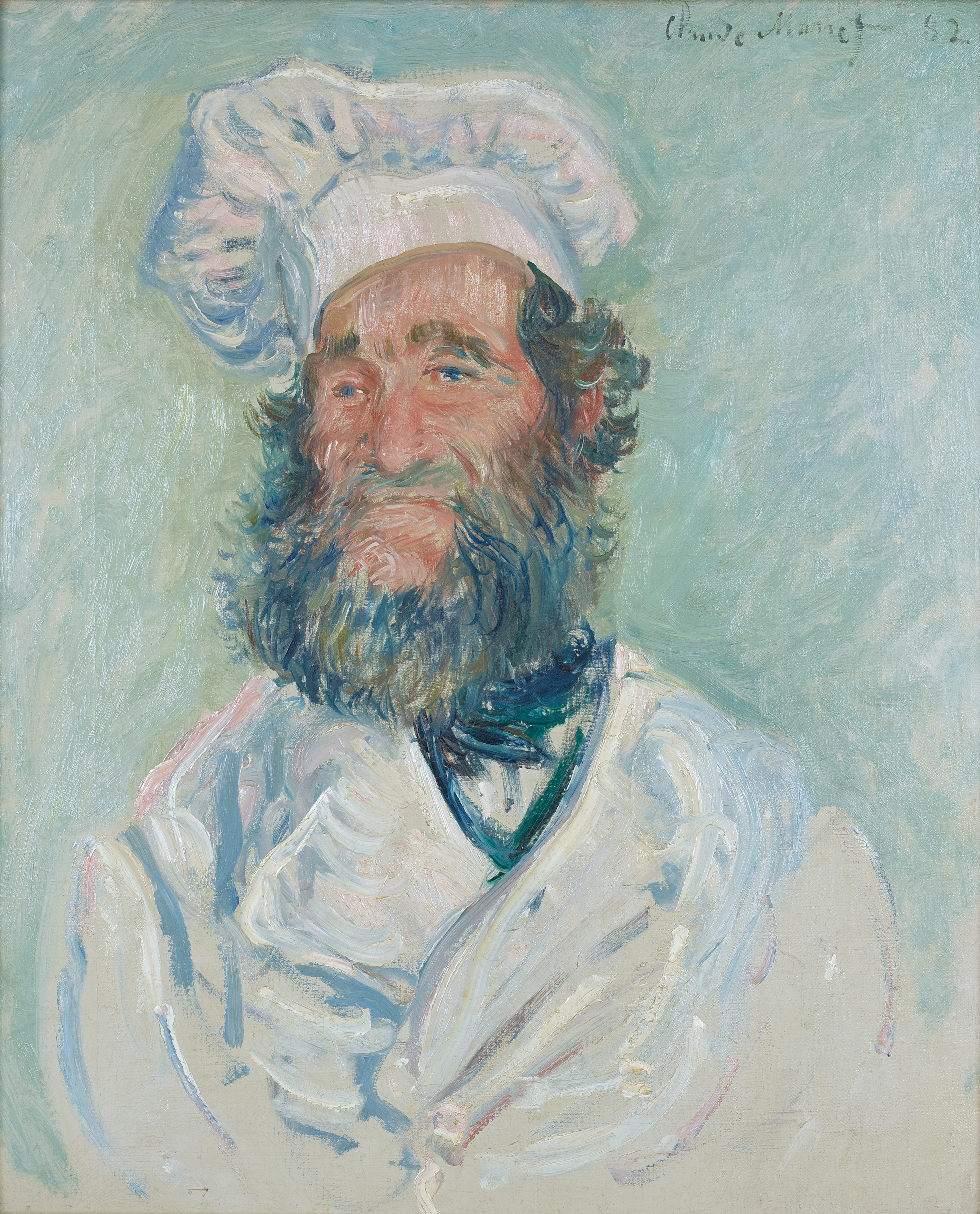
Claude Monet: Der Koch 1882
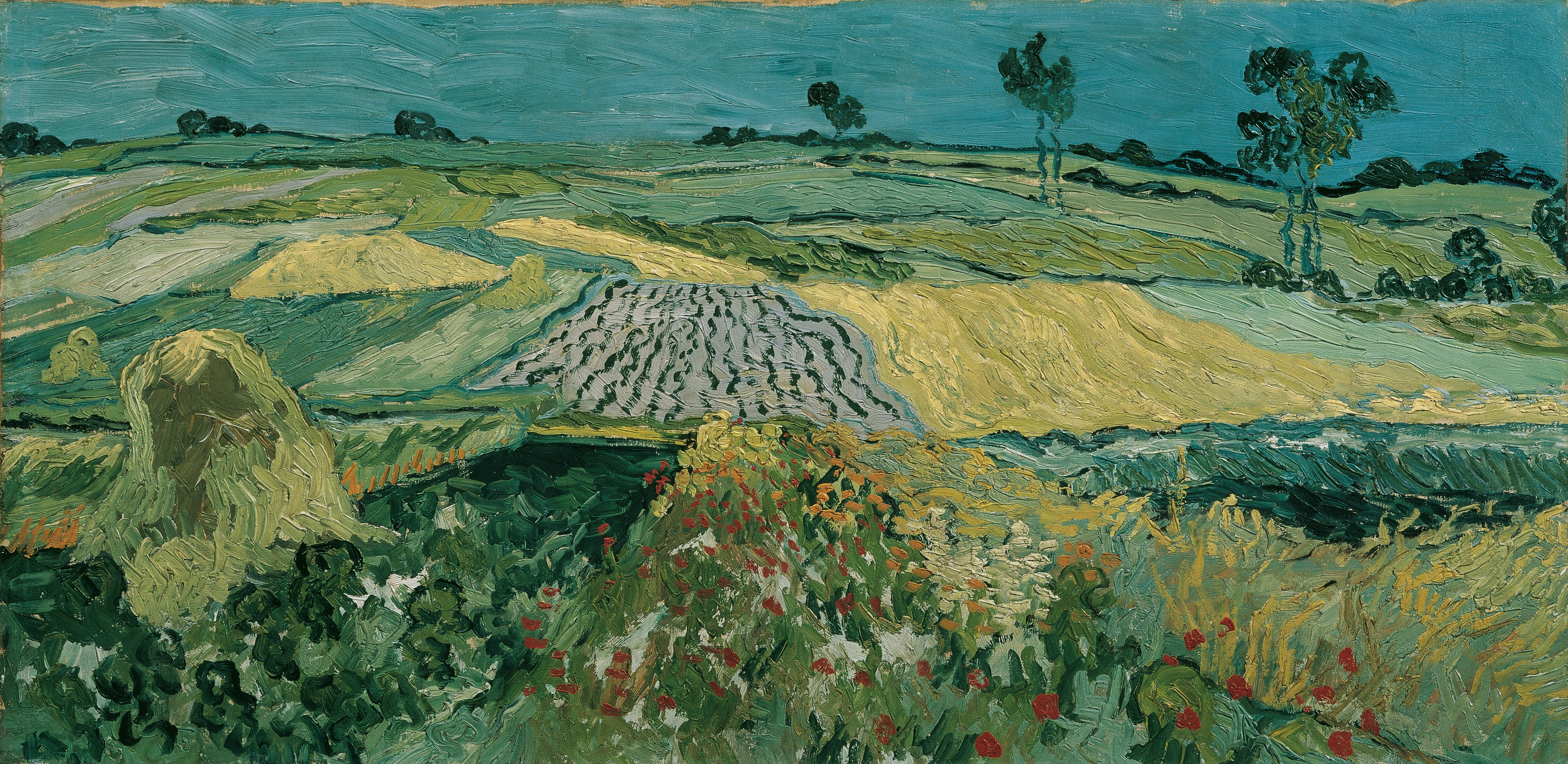
Vincent van Gogh: Die Ebene von Auvers 1890

Rückblickend liegt die Bedeutung der Ausstellung in der Verbreitung der neuen internationalen Kunst. So konnten erstmals in größerer Zahl Bilder von Paul Gauguin und Vincent van Gogh in Wien gezeigt werden. Die meisten österreichischen Künstler kannten Werke des Impressionismus und der anschließenden Stilrichtungen zuvor nur aus Büchern, Zeitungsartikeln und Reproduktionen. Nur wenige von ihnen hatten bis dahin Gelegenheit gehabt, neuere Kunst – beispielsweise in Paris – direkt zu betrachten. Der Einfluss der in der Ausstellung gezeigten Werke auf österreichische Künstler lässt sich etwa bei Gustav Klimt, Oskar Kokoschka, Olga Wisinger-Florian und Broncia Koller-Pinell aufzeigen. Auch mit großem zeitlichem Abstand wurde die Ausstellung als „Höhepunkt“ und „große Impressionistenausstellung“ bezeichnet und als „eine der bedeutendsten“ Ausstellungen des Impressionismus in Österreich bewertet.